# アイヌ料理
アイヌ料理（アイヌりょうり）は、アイヌ民族の伝統的な料理。ここではアイヌの食文化全般を解説する。

## 概説
アイヌ民族の食文化は漁撈や狩猟で得られた鮭や鹿、山野の採集で得られたオオウバユリの鱗茎やドングリ、山菜、畑で栽培された雑穀やジャガイモなどを素材とする。特徴としては、油脂をふんだんに使った味付けが挙げられる。
調味料は塩のほか、魚や獣の脂肪（タラ、イワシ、ニシン、サメ、アザラシ、エゾシカ、ヒグマなどからとる）を用いた。近世以降は味噌も使用された。また、コンブや動物の骨、魚の焼き干しを使って出汁をとる文化をもっていた。香辛料としては、ギョウジャニンニクやキハダの実、タネツケバナを利用した。

## 食材の調達

### 狩猟

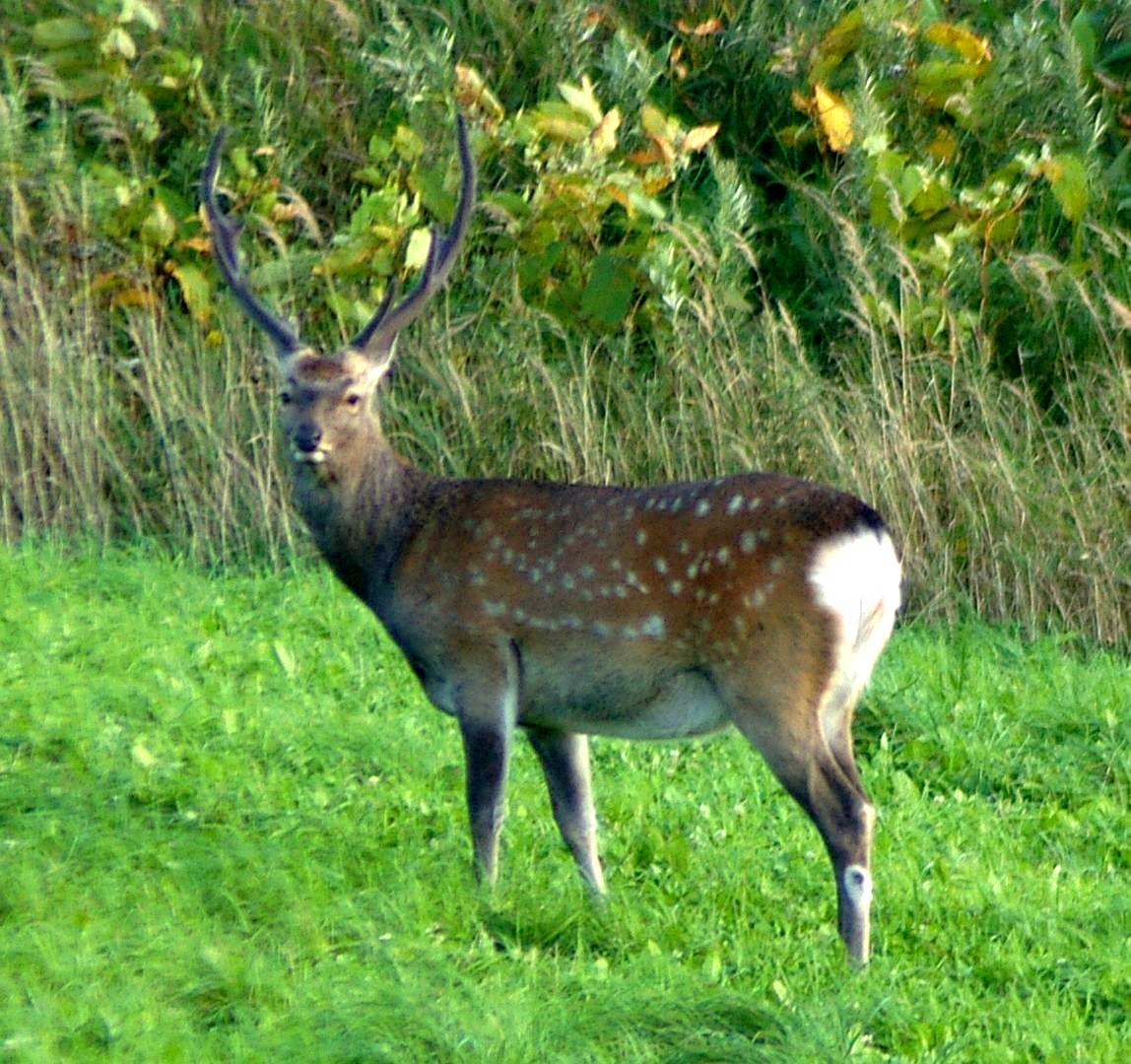
ユㇰ（エゾシカ）

狩猟は盛夏〜晩夏を除いて1年の大半の時期に行われ、ユㇰ（yuk エゾシカ）、キムンカムイ（kimun kamuy ヒグマ）、イソポカムイ（isopo kamuy  ウサギ）、モユㇰ（moyuk エゾタヌキ）、チロンヌㇷ゚（cironnup キタキツネ）、ホイヌ（hoinu テン）、ルオㇷ゚（ruop シマリス）などの獣、フミルイ（humiruy エゾライチョウ）、クスイェㇷ゚（kusuyep キジバト）、コペチャ（kopeca マガモ）、パラケウ（parkew カケス）、アマメチリ（amameciri スズメ）などの鳥類を狩った。
このうちではシカが最も主要な獲物であった。往時の北海道には想像を絶するほどの数のシカが生息しており、「鍋を火にかけてから狩りに行く」という言葉もあったほど簡単に得ることが出来た。クマやタヌキなどの「狩猟の対象となる動物」をアイヌは「カムイ（神）が人間のために毛皮と肉を土産に持ち、この世に現れた姿」と解釈していたが、シカに関しては「天空にユㇰ（鹿）を司る神『ユㇰアッテカムイ』（yuk atte kamuy）がいて、大きな袋から人間のために投げ下ろしている」と理解し、それ自体に神格は存在しないものとしていた。あまりの数の多さゆえ、ありがたみが薄れたものらしい。北海道東部・本別町、足寄町、白糠町の境にまたがる標高745mのウコタキヌプリは土地のアイヌからユㇰランケヌプリ（鹿が下る山）と呼ばれ、山上で雷鳴が轟く際は天から神が鹿の入った袋を投げおろしているとの伝承があった。周辺の住民は、この山にイナウを捧げて猟運を祈った。

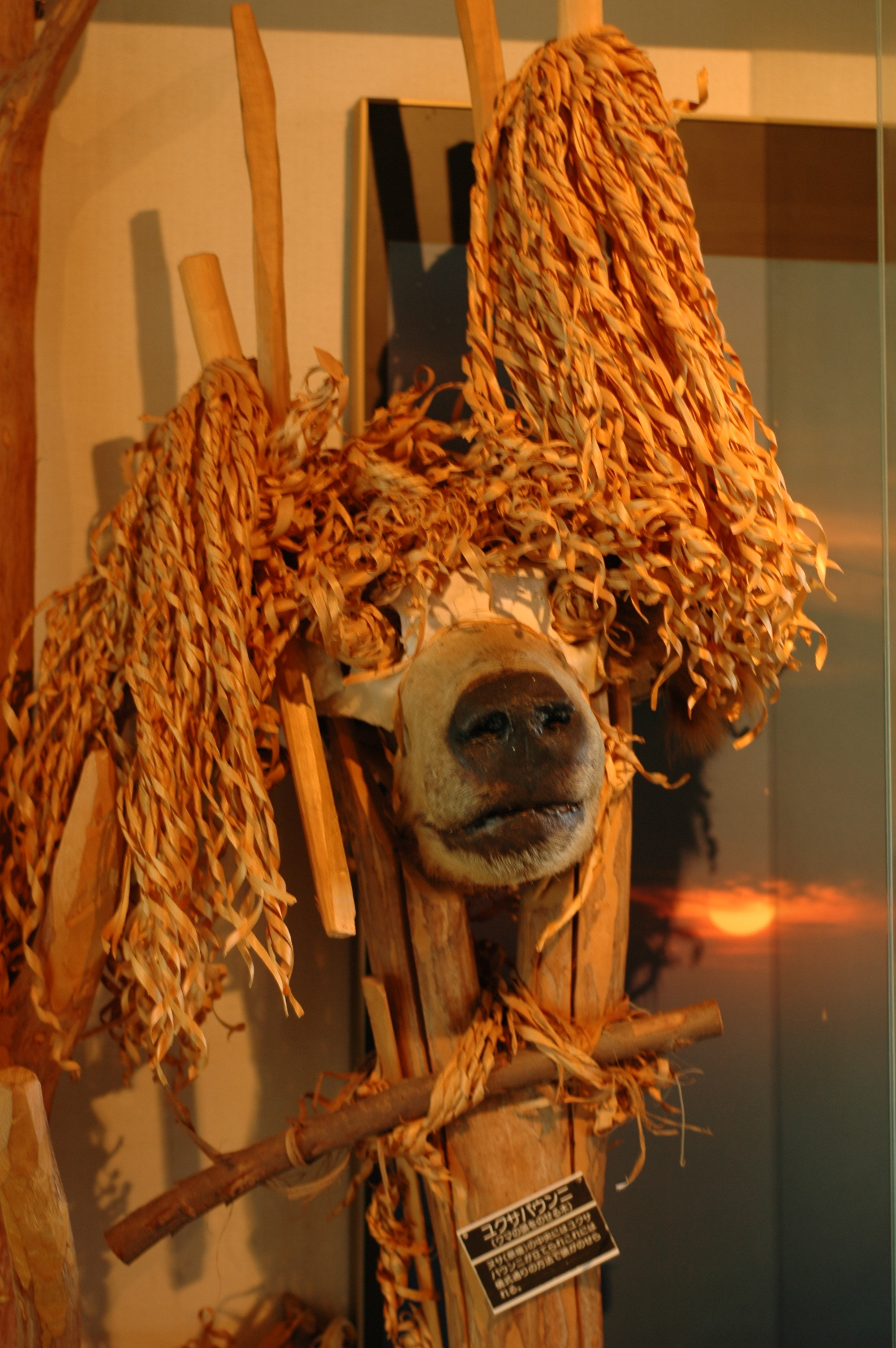
イナウで飾られたヒグマの頭骨。人間に狩られることで毛皮と肉の恵みを齎すヒグマは、キムンカムイ（山野の神）として尊崇された。神が天界で蘇ることを願い、鼻先の部分は皮をはぎ取らない。

クマは春先に冬眠から覚めたところを狙い、こもる穴の入り口を塞いでから槍で突く。夏場には、矢に毒を塗った仕掛け弓「アマッポ」を獣道に仕掛けて捕らえる。仕掛け弓から発射される矢にはスㇽク（surku トリカブトの根）の毒が塗られているが、矢が刺さった箇所の肉を握りこぶしの量ほど抉り取って捨てれば、他は食べることができた
。アイヌがキムンカムイ（山の神）として尊崇する熊の肉は、他の獣肉とは別格とされた。アイヌ語で肉は「カㇺ」だが、熊肉に限っては「カムイハル」（神の食べ物）と呼ぶ。調理の際は「女に調理させない」「他の獣肉と一緒に煮ない」「煮る際、鍋に蓋をしない」などの戒律が守られる。中華料理の「熊の掌」のように、ウレハル（足裏の肉）は特に珍味とされた。
シカは毒矢猟の外、崖から追い落として捕らえることも行われた。

### 漁撈

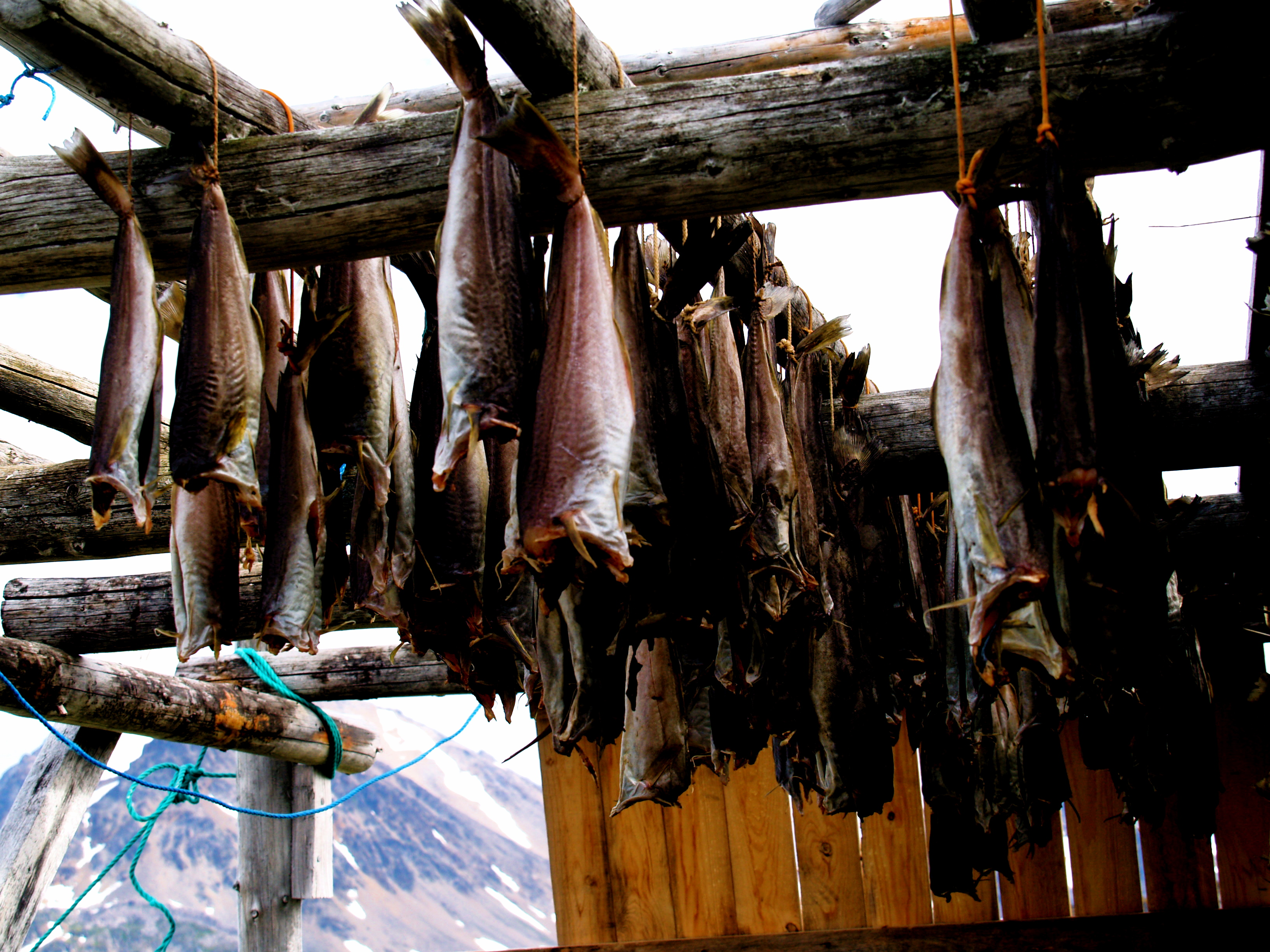
クマ（kuma 乾し棚）で干物を作る

海に丸木舟を漕ぎ出し、離頭銛でタンヌㇷ゚（tannup イルカ）、エタㇱペ（etaspe トド）、トゥカㇻ（tukar アザラシ）、ウネウ（unew オットセイ）などの海獣やシリカㇷ゚（sirkap メカジキ）、キナポ（kinapo マンボウ）、サメ（same）などの大型魚類を捕らえ、網や釣竿でヘロキ（heroki ニシン）、サマンペ（samampe カレイ）、イワシ（iwasi）、エレクㇱ（erekus タラ）、チマカニ（cimakani カジカ）、コマイ（komay）、トキカㇻ（tokikar チカ）、ウッタㇷ゚（uttap カスベ）などの小型魚類をとった。

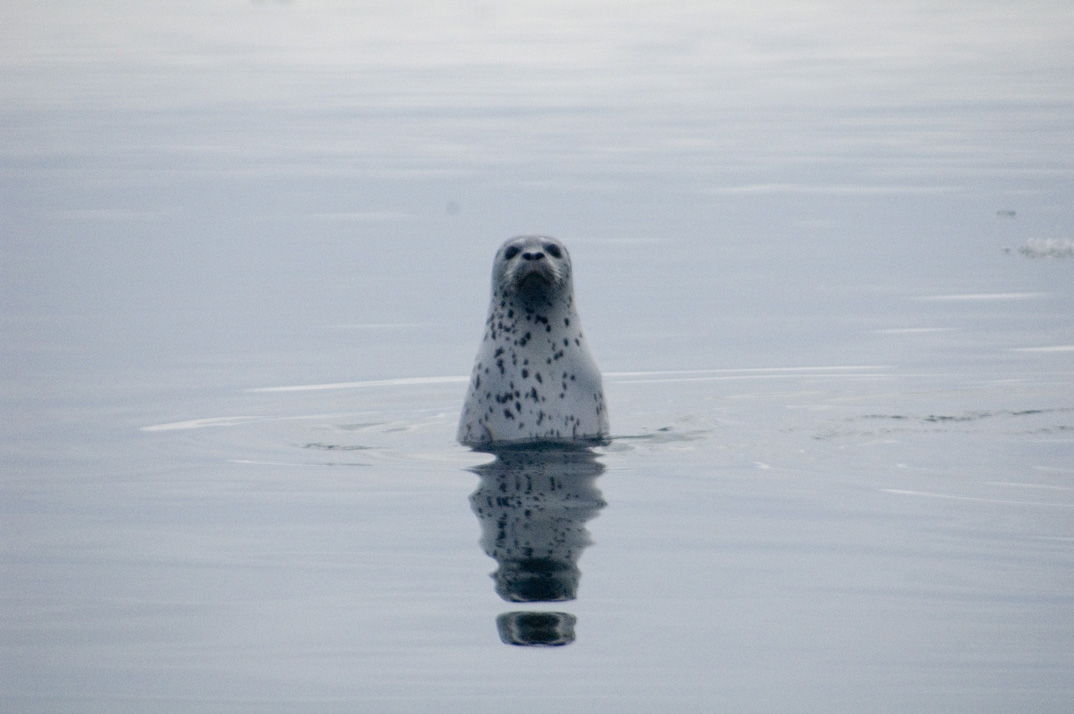
アザラシ。樺太アイヌはその脂肪を料理に多用した。

巨大なフンペ（humpe 鯨）は丸木舟や銛で仕留めることが難しいため、海岸に漂着する「寄り鯨」は大変な自然の恵みだった。白老から日高支庁にかけての地域には、盲目の老婆が寄り鯨を見つけて村人と喜びつつ分け合う様を表現した寸劇「鯨踊り」が伝わる ほか、北海道各地に伝説がある。
- 沖に横たわる大きな岩を「寄り鯨」だと思い込み、焚火をしながら浜に打ち上げられるのを待っていた。しかし一向に打ち上げられるはずも無いまま薪も乏しくなり、大切なイタンキ（itanki 椀）までも火にくべてしまい、やがてそのまま全員が餓死してしまった。（室蘭市イタンキ浜の地名伝承[18]）
- 砦に立てこもった敵をおびき出そうとして、一計を思いついた。海辺に砂を盛り上げ、大きな鯨の形を作っておく。それのあちこちに海藻や魚を差し込んでおけば、鳥が寄り付いて騒ぎ、まるで「寄り鯨」が打ち上げられたよう。案の定、敵は騙されて砦から飛び出す。そこを迷わず討ち取った。（浦幌町厚内の砂鯨伝説[19]）

上記の例を見ても、寄り鯨の恵みが窺える。ただ、波の静かな噴火湾では古くからトリカブトの毒を塗った銛による捕鯨が行われていたともされるが、一方で考古学上の証拠の欠落やアイヌコタンの社会構造の観点などから、アイヌは積極的な捕鯨を行ってこなかった可能性も指摘されている。
沿岸部のコタン（kotan）は海の恵みで潤っていたが、やがて場所請負制によって住民は和人商人が経営する漁場に隷属されることとなり、困窮の道を歩む例が多かった。
川漁では釣り、網漁、「ウライ」（uray 簗）、」「ラオマㇷ゚」（raomap 筌）などの方法でカムイチェㇷ゚（kamuycep サケ）、イチャニウ（icaniw マス）、スプン（supun ウグイ）、トゥクシㇱ（tuksis アメマス）、チライ（ciray イトウ）、ユペ（yupe チョウザメ）、スサㇺ（susam シシャモ）、イチャンコッ（icankot ヤマメ）、チポロケソ（ciporkeso イワナ）、ランパラ（rampara フナ）などの魚類を捕獲した。

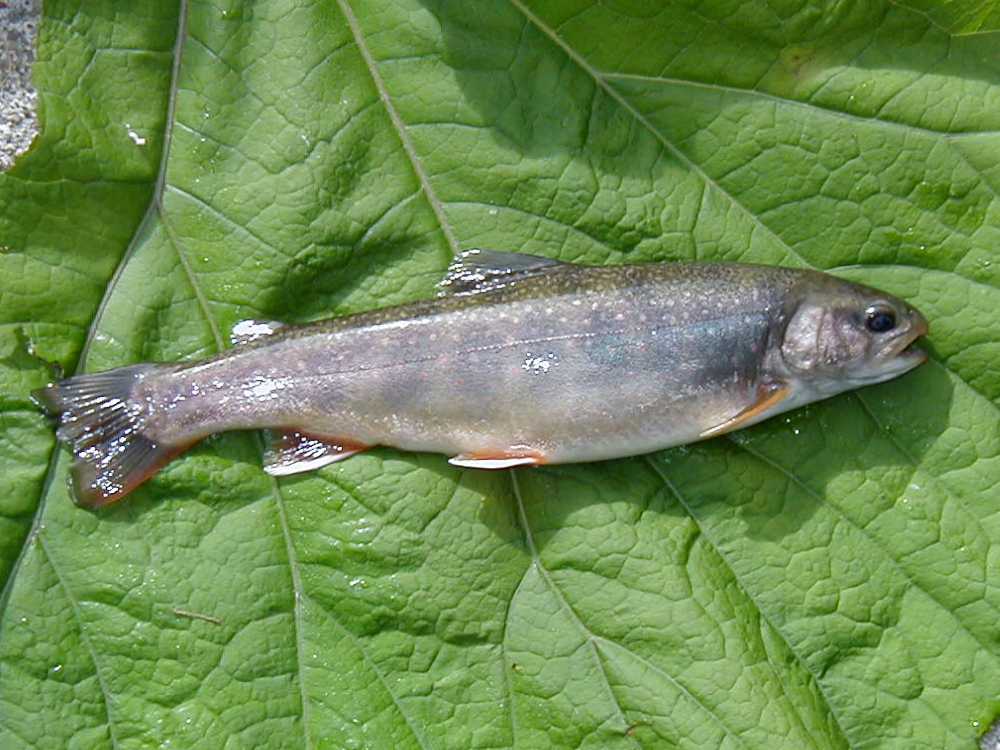
北海道固有のイワナの一種・オショロコマ

川の漁で得られる恵みでは、秋になれば川を遡るサケ（鮭）が最も重要な資源だった。アイヌは鮭を「カムイチェㇷ゚」（神の魚）、あるいは「シペ」（本来の食物）と呼び、漁期が近づけば天空の天の川を見上げて「天の石狩川」「天の天塩川」など、その地一番の大河になぞらえ、どこが一番濃く見えるかで漁の豊凶を占った。白老、登別では春先にコブシが下向きの花を付け、漁期に頭がハゲた「パㇱクㇽ」（カラス）を見れば、豊漁の兆しとして喜んだ。豊漁祈願として川の神を祀る祭礼「ペッカムイノミ」（川神への祈祷）を催し、鮭が登りやすいように川の周辺から苦い樹液の樹木を取り除く。やがて最初に上って来た鮭を「マレㇷ゚」（回転式の銛）で丁寧に捕獲し、それを神に捧げる「アシリチェップノミ」（asircepnomi 新たなる鮭の祈祷）を行い、「イナウ」（inaw）と「トノト」（tonoto どぶろく）と共にアペフチ（火の女神）に捧げて祈った。

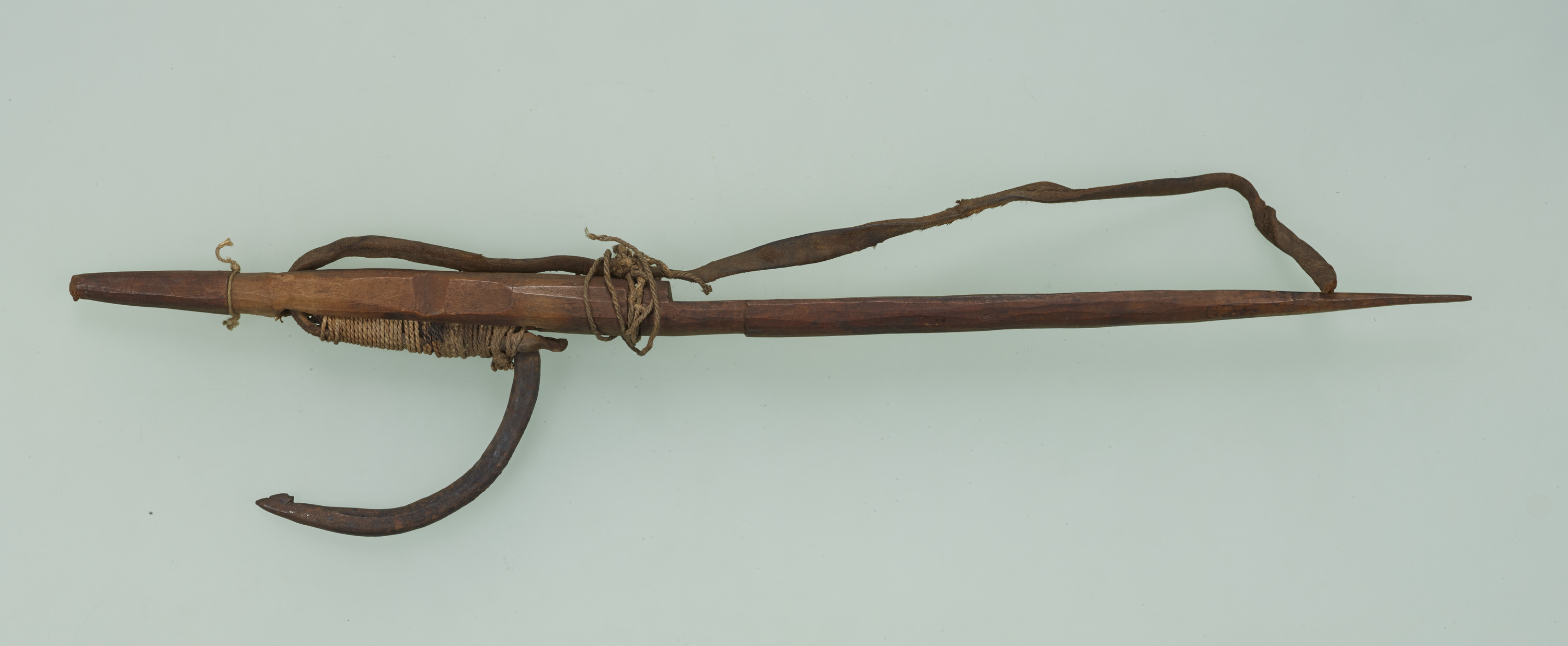
鮭漁に用いる銛「マレㇰ」

鮭は回転式の銛「マレㇰ」で突くか、「ウライ」（簗）で捕らえ、水量のあるところでは2艘の丸木舟の間に網を張って漕ぎ、鮭を追い込む「ヤーシ漁」（網漁）を用いた。天空のW字型をしたカシオペヤ座は2艘の舟と網に似ていることから、アイヌは「ヤーシ・ノカ」（網曳き形の星）と呼ぶ。暴れる鮭はそれ専用に作られた神聖な棍棒「イサパキㇰニ」（isapakikni）で打って止めをさす。これには活け締めと同等の効果があるとされる。鎌などで引っ掛けることは神を冒涜するものとされた。漁期には物忌みが守られ、生理中の女性は川に近づくことを許されなかった。サケは河口のコタンで独り占めはせず、上流部へも行き渡る様に節度を持って獲る。そしてチポㇿ（筋子）やウㇷ゚（白子）を持った美味い鮭を狙うのではなく、産卵を終えて弱った鮭「ホッチャレ」を重点的に獲った。これは翌年以降の鮭の個体数を保つためという理由もあったが、脂肪が抜けきった「ホッチャレ」のほうが保存に向くという事情も大きい。

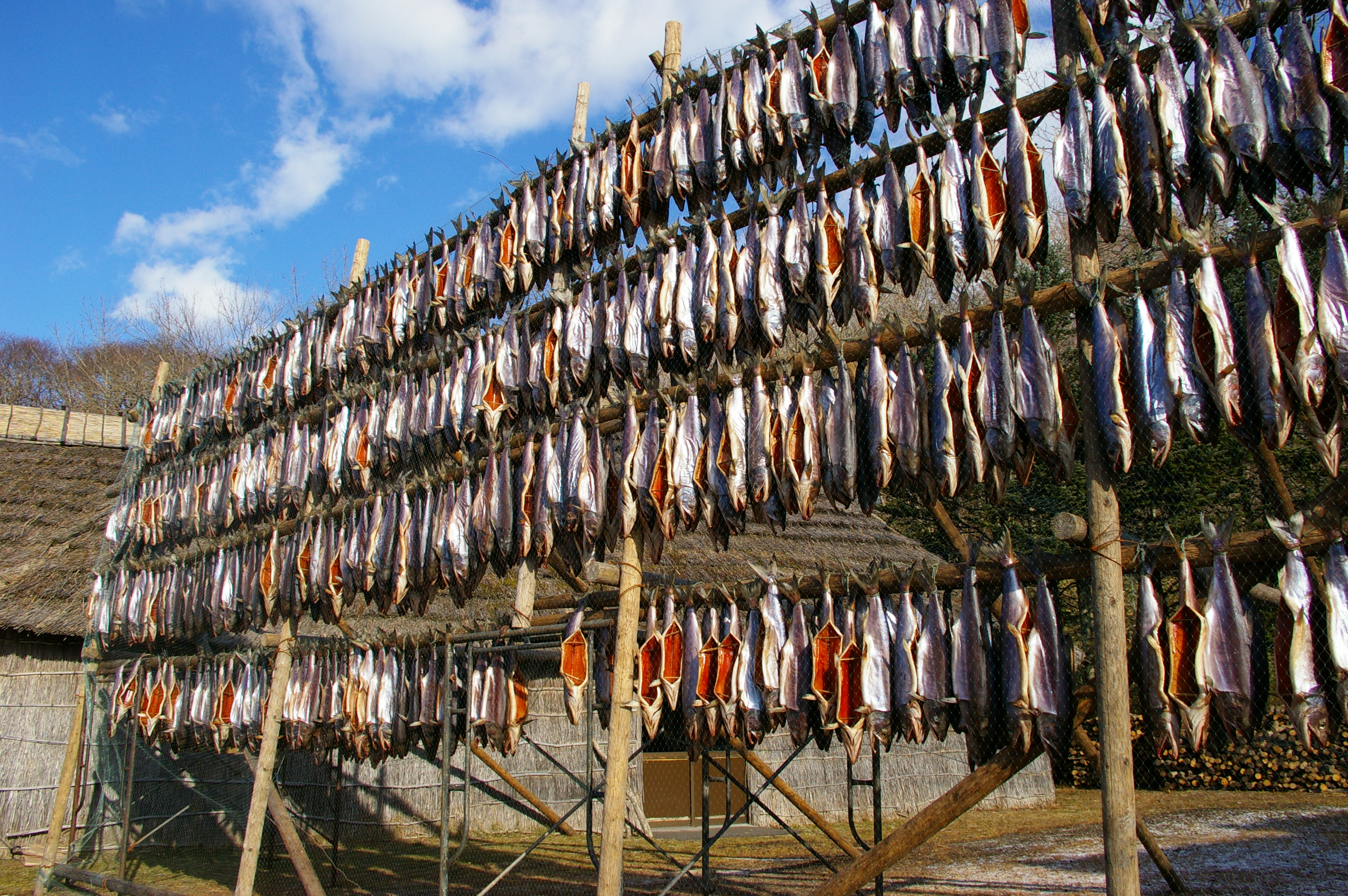
白老町アイヌ民族博物館での、サッチェㇷ゚（乾し鮭）作り

こうして獲られた鮭は、一部を当座の食用に回す他は全て保存食に加工した。腹を割いて内臓を取り除き、戸外の物干し棚にかけて乾燥（干物）させる。屋内の囲炉裏の上に吊り下げて燻製にする。あるいは雪の中に埋めて凍らせる。乾燥サケを「サッ・チェㇷ゚」（satcep 乾いた魚）、もしくは「アタッ」（atat）と呼ぶ。食べる際は水で戻し、魚油を加えて旨味を足しながら煮込む。
凍らせた鮭が、現在の北海道で郷土料理として有名な「ルイベ」（ruype）である。食べる際は「マキリ」（makiri 小刀）で大まかに切り分け、ヤナギの串に刺してから火にあぶって解かし、少量の塩で味をつけて食べる。塩は交易でのみ得られる貴重品なので、保存料として大量には使えなかった。アイヌの伝統的な食文化に、塩引き鮭、新巻鮭は存在しない。
北海道各地に「熊牛」「熊石」などの地名があるが、これらはアイヌ語の「クマ・ウㇱ」（干場があるところ）に漢字をあてたものである。往時は豊漁の地で、住民が干魚作りにいそしんでいた様が窺える。
海浜採集でホタテ、アサリ、ホッキ、ナマコ、コンブ、ワカメなど、魚介類や海藻類が採集された。特に昆布やナマコは長崎貿易で日本側が俵物として清国に輸出する貴重な物産であり、和人との交易品として重要だった。しかし17世紀半ば以降の交易は不平等なもので、乾し鮭100尾が米一升、背負いきれないほどの昆布が冷や飯一椀、という例すらあった。

### 山菜・果実採集

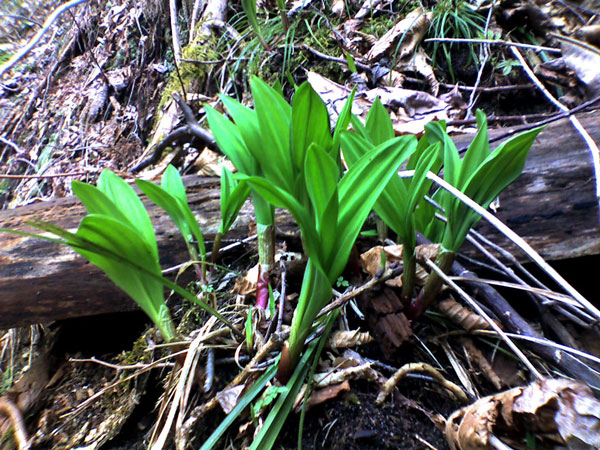
ギョウジャニンニクの芽生え

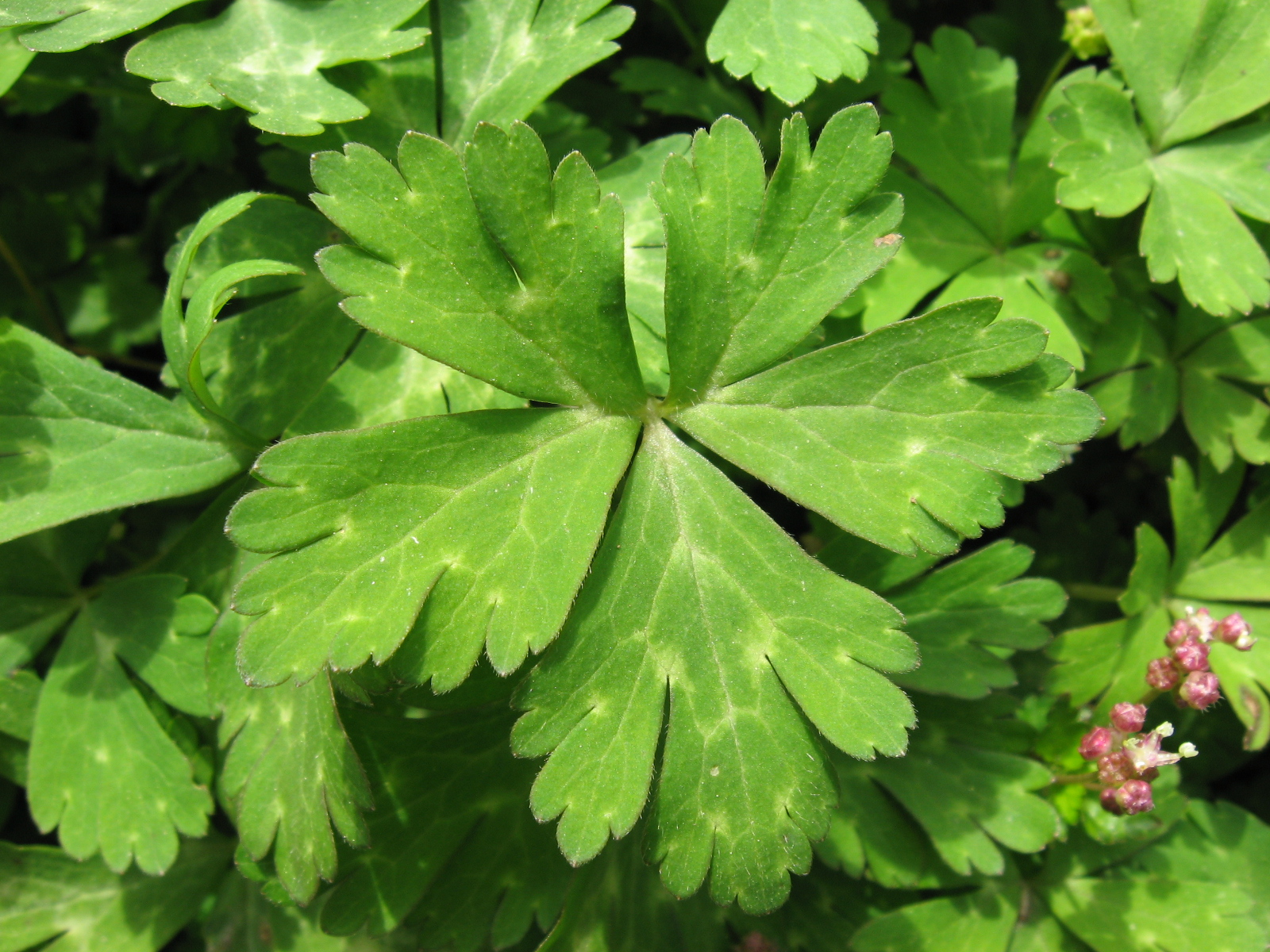
汁物の具として好まれるニリンソウ。葉の形は毒草のトリカブトと似ているため、採集には注意を要する

狩りや川漁が男性の大切な仕事ならば、山野での山菜、果実採集はアットゥシ織り、子育て、農業とともに女性の大切な仕事だった。雪が解けて木の芽が芽吹くや、女性は「サラニㇷ゚」（saranip シナノキの繊維で編んだ袋）と「メノコマキリ」（menoko makiri 女性の小刀）、「イタニ」（掘り棒）、「シッタㇷ゚」（鹿の角で作った小型の鶴嘴）を手に山野へ繰り出した。
春一番でエハ（eha ヤブマメの実）、プクサ（pukusa ギョウジャニンニク）、オハウキナ（ohaw kina ニリンソウ）、アンチャミ（ancami アザミ）、ピットㇰ（pittok オオハナウド）、ノヤ（noya ヨモギ）、マカヨ（makayo フキノトウ）、ソㇿマ（sorma クサソテツ）、シケㇾペキナ（sikerpe kina ヒメザゼンソウ）、コㇽコニ（korkoni アキタブキ）、メンピロ（mempiro ノビルの鱗茎）、ムㇰ（muk バアソブの根）、トㇷ゚ムㇰ（topmuk ツルニンジンの根）、プイ（pui エゾノリュウキンカの根）を採集し、初夏になれば保存食として重要なトゥレプ（turep オオウバユリの鱗茎）を大量に採集する。

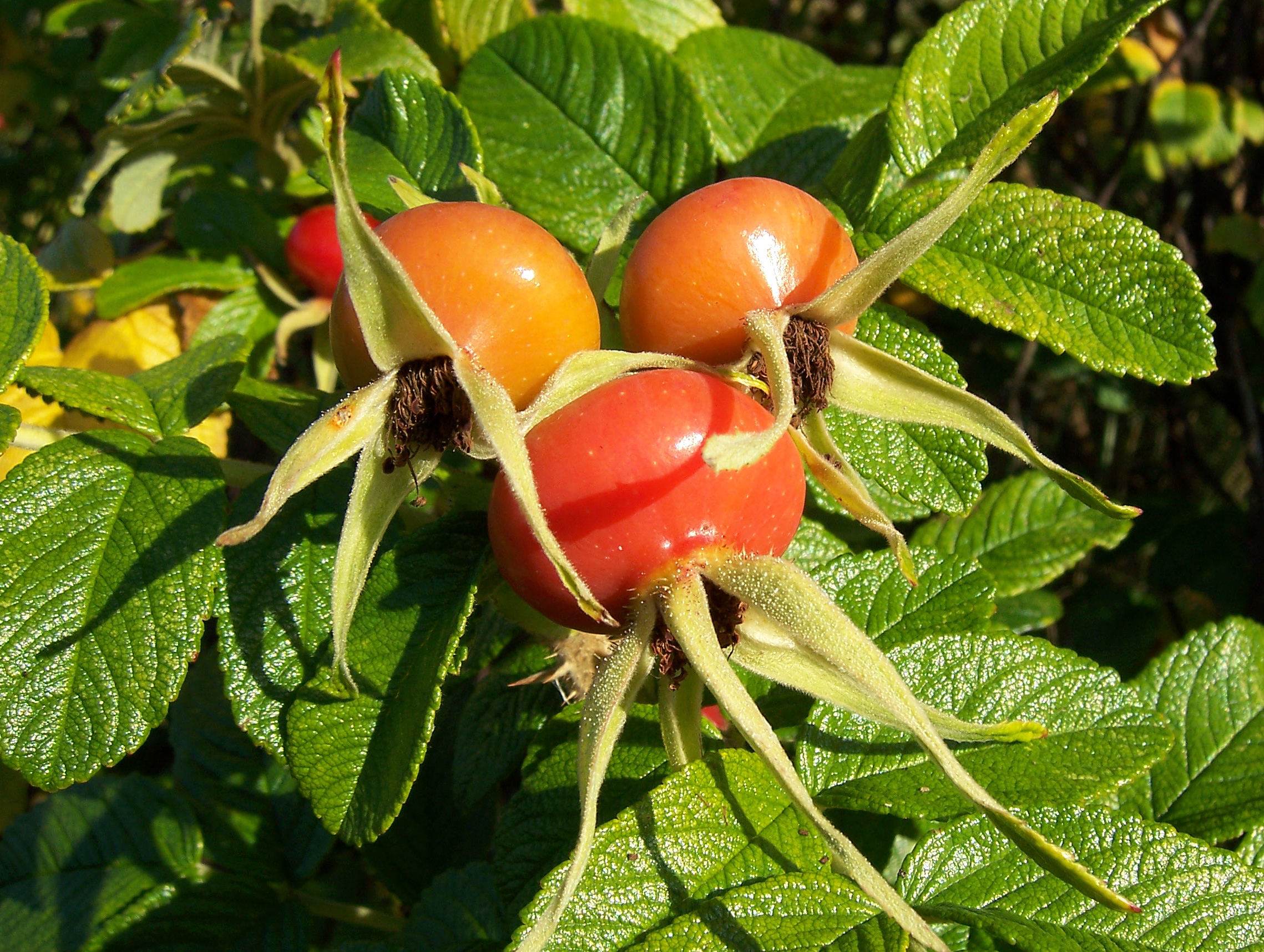
マウ（ハマナスの実）。アイヌ語では旧暦7月をモマウタチュㇷ゚（少しばかりハマナスの実を採る月）、8月をシマウタチュㇷ゚（本格的にハマナスの実を取る月）と呼ぶ。

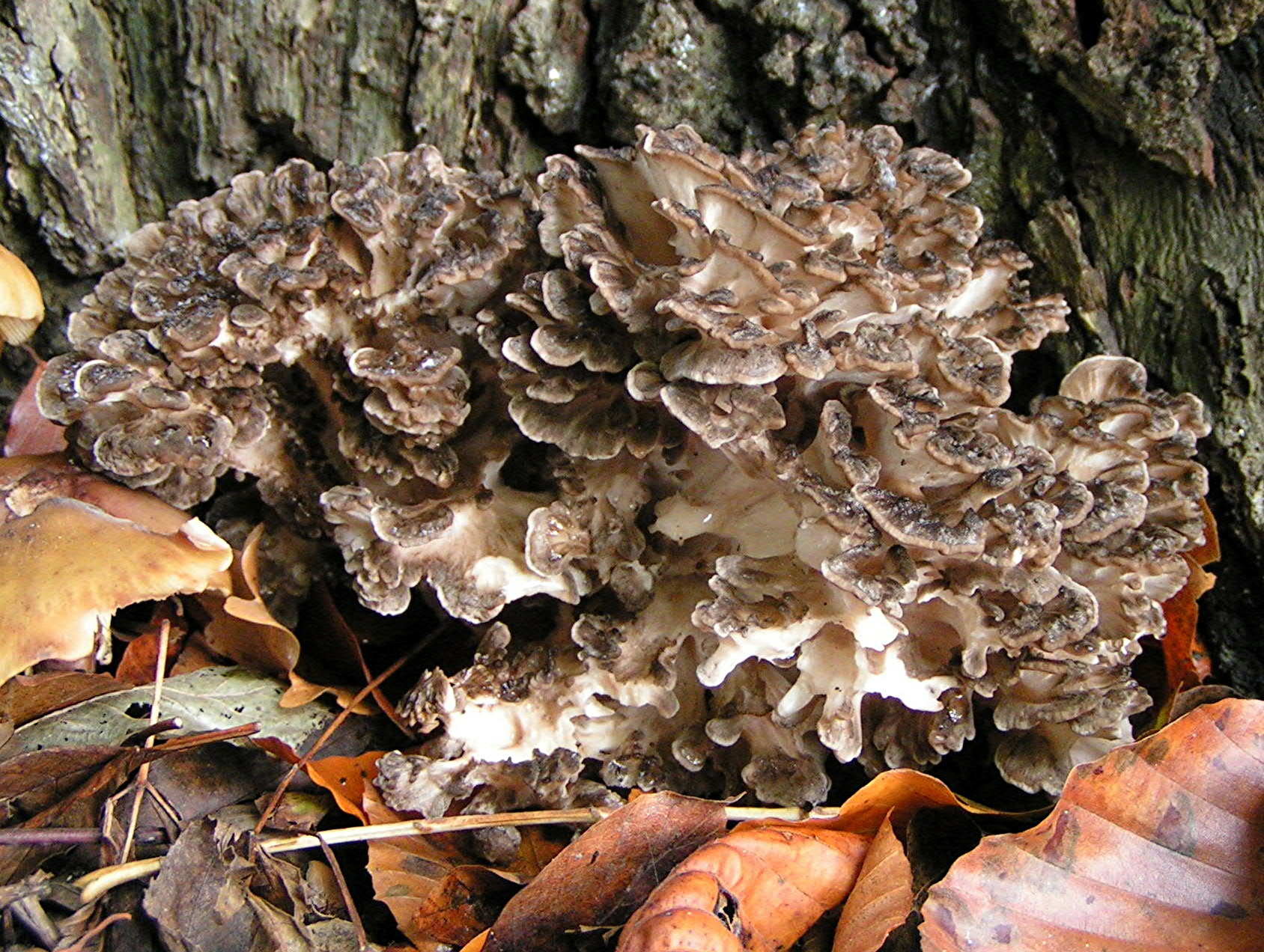
アイヌ語ではユクカルシ、カムイカルシと呼ばれるマイタケ。和人との交易品として重要なので、日本語名・マイタケも早くから広まった。

秋に至れば木の実がなる。マウ（maw ハマナスの実）、ペロ（pero ナラになるドングリ）やニセウ（nisew カシワになるドングリ）、ヤㇺ（栗）、ネシコ（クルミ）、ハッ（hat ヤマブドウの実）、クッチ（kutci サルナシの実）などである。さらにカルㇱ（karus キノコ）の類も重要な食料だった。特にユㇰカルㇱ（yuk karus マイタケ）は味も良く、和人との交易に出せば優位な取引が出来る。そのため発見した際は、その周りで踊ったのちにオンカミ（onkami 拝礼）しながら採ったという。

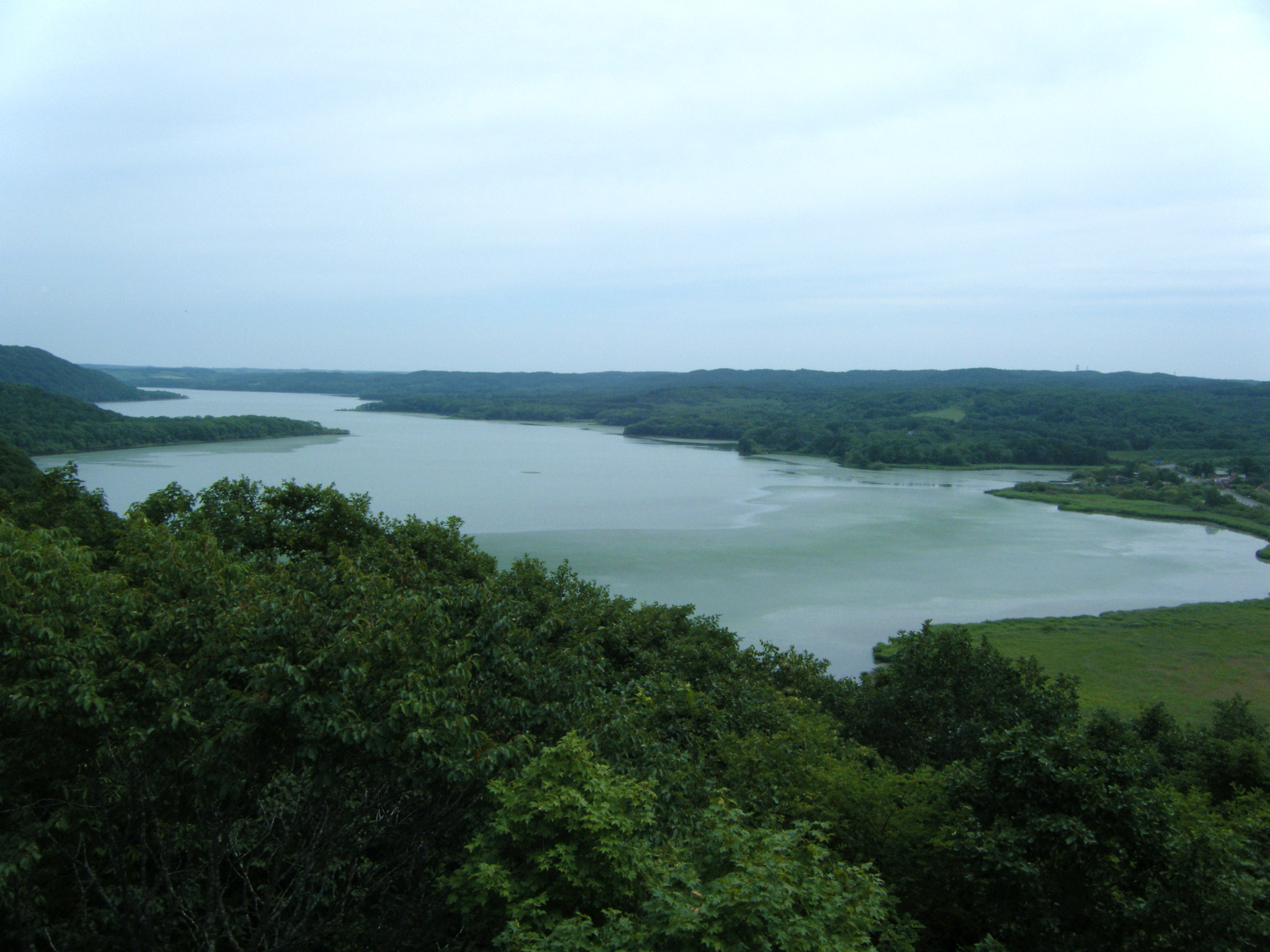
ペカンペ（菱）の大産地として有名な塘路湖。菱の実の争奪戦が行われたとの伝説も伝わる。

湖沼の沿岸に営まれるコタン（kotan）では、栗に似た味のペカンペ（pekampe 菱の実）も重要な産物である。秋になると湖上になる実は、ラタㇱケㇷ゚（rataskep 後述、ここでは煮物）の具、神への供物となる上等な食物である。特に釧路川流域の塘路湖はペカンペの大産地として知られ、沿岸にはその恵みゆえに戸数の多いコタンが存在した。昭和中期まで、この地では秋になるとペカンペの恵みに感謝する神事ペカンペカムイノミ（pekampe kamuy nomi）が厳かに執り行われ、これが済んでから収穫を行っていた。狩猟漁撈民族であるアイヌが植物のために行う神事は北海道でもここだけで、大変珍しい例である。しかし豊富な菱の恵みは収奪の的でもあり、湖畔には「ペカンペの争奪戦に備えた」と伝えられるチャシ（砦）が存在する。
山菜類は茹で上げてアクを抜き、オハウ（ohaw 汁物）の具やラタㇱケㇷ゚（ここでは山菜と脂の和え物のような料理）とする。そして最も大事なのは、乾燥加工だった。一年の半分を雪に覆われる北海道では、冬季は必然的に青物不足をきたす。それは脚気や壊血病に繋がり、死を招きかねない。そのため春から夏にかけ大量に採取された山菜類は、大鍋で茹で上げた後にゴザに広げて天日乾燥し、「ポロサラニㇷ゚」（poro saranip 大きな袋）に納めて「プー」（pu 高床倉庫）に保存した。
江戸時代後期、ロシアの侵攻に備えた沿岸警備のため北海道で越冬した和人は、米と味噌を中心とした和食に固執したため多くの者が脚気による浮腫に斃れた。1807年にオホーツク海沿岸の斜里郡で発生した津軽藩士殉難事件では、在住の津軽藩士100余名のうち72名が数か月のうちに死亡している。しかしアイヌは乾燥保存した植物や冷凍保存した獣肉、魚肉を食べてビタミンを摂取し、過酷な冬を乗り切っていた。
ドングリ類は茹でてアクを抜き、シト（sito 団子）やラタㇱケㇷ゚（ここでは和え物）に加工する。

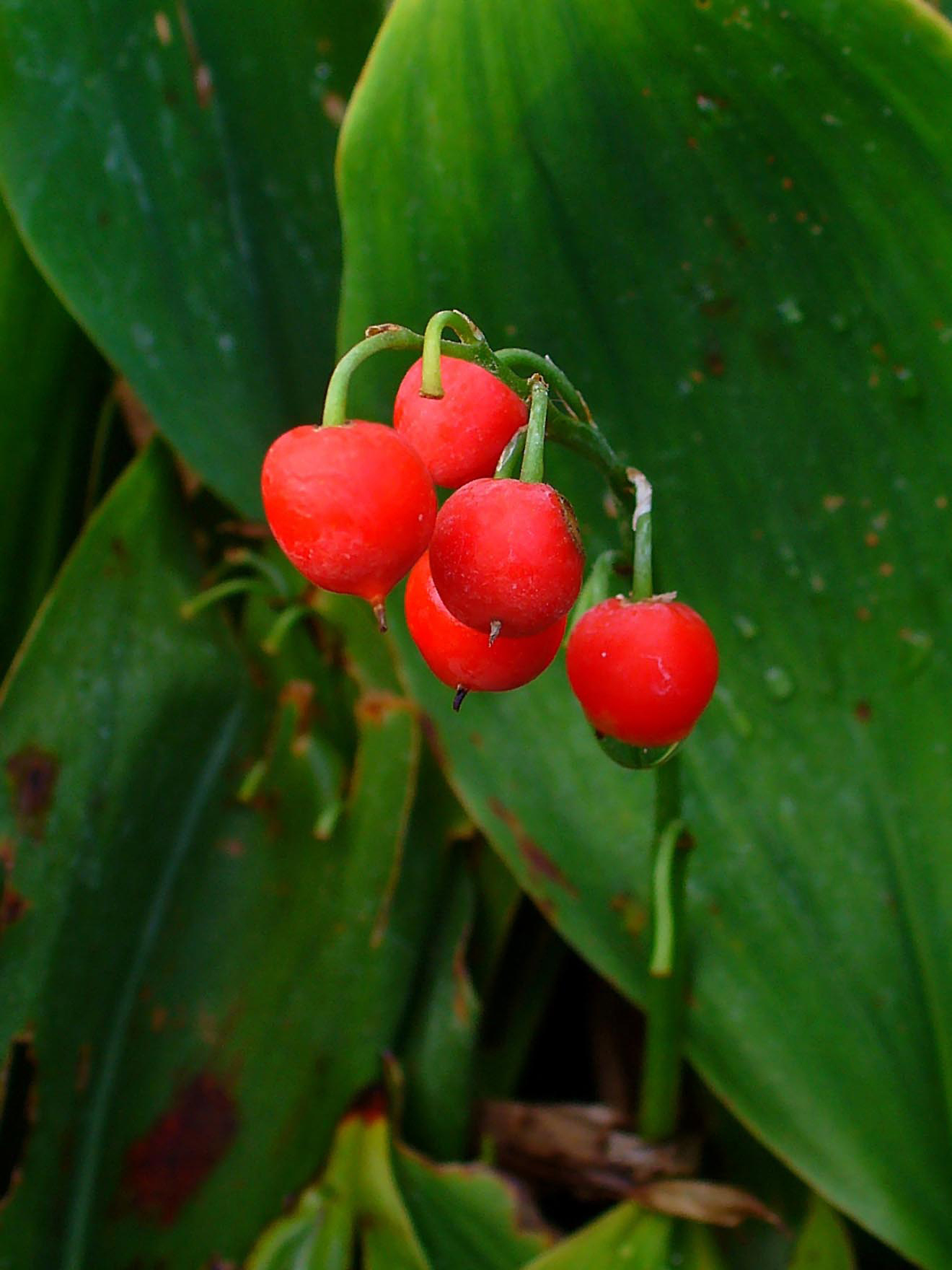
スズランの実。食用にならないため、チロンヌㇷ゚・フレㇷ゚（狐の苺）と呼ばれる。

山菜類の中で最も重要なのはプクサ（ギョウジャニンニク）だった。冬枯れの中で一番に緑濃い茎を出し、食欲をそそるニンニク臭を漂わせる。それはまさに春の喜びであり、女性達は山野に繰り出して採集する。採集の際、問題となるのがセタプクサ（seta pukusa スズラン）の存在である。スズランの芽生えはギョウジャニンニクと酷似しているが、毒草である。したがってアイヌ民族はスズランの芽生えをセタ・プクサ（犬のプクサ）、スズランの実をチロンヌㇷ゚・フレㇷ゚（狐の苺）と呼んで忌み嫌う。毒草をより分けながら採集されたプクサは茹で上げ、獣脂や塩で和えて食べたり汁の実にする。炊いた際の湯気には薬効があるとされ、風邪の際は蒸気を浴びた。
さらに特有のニンニク臭は魔物を寄せ付けないとされ、天然痘などの伝染病が流行した際は、村の入り口に掲げ、病魔の退散を願った。西洋の吸血鬼除けにニンニクを使う風習と、相通じるものがある。日本語の北海道方言でプクサを「アイヌネギ」というが、その名はまさに「アイヌ民族の葱」から来ているのである。
日本本土ではほとんど利用されないタネツケバナは、鮭と相性が良いとしてシペキナ（鮭の草）の名で鮭料理の香辛料にされた。北海道弁では「アイヌ山葵」と呼ばれる。
そして、トゥレㇷ゚（オオウバユリ）の球根、そしてそれから抽出される澱粉である。これに関しては後述する。

### 農耕

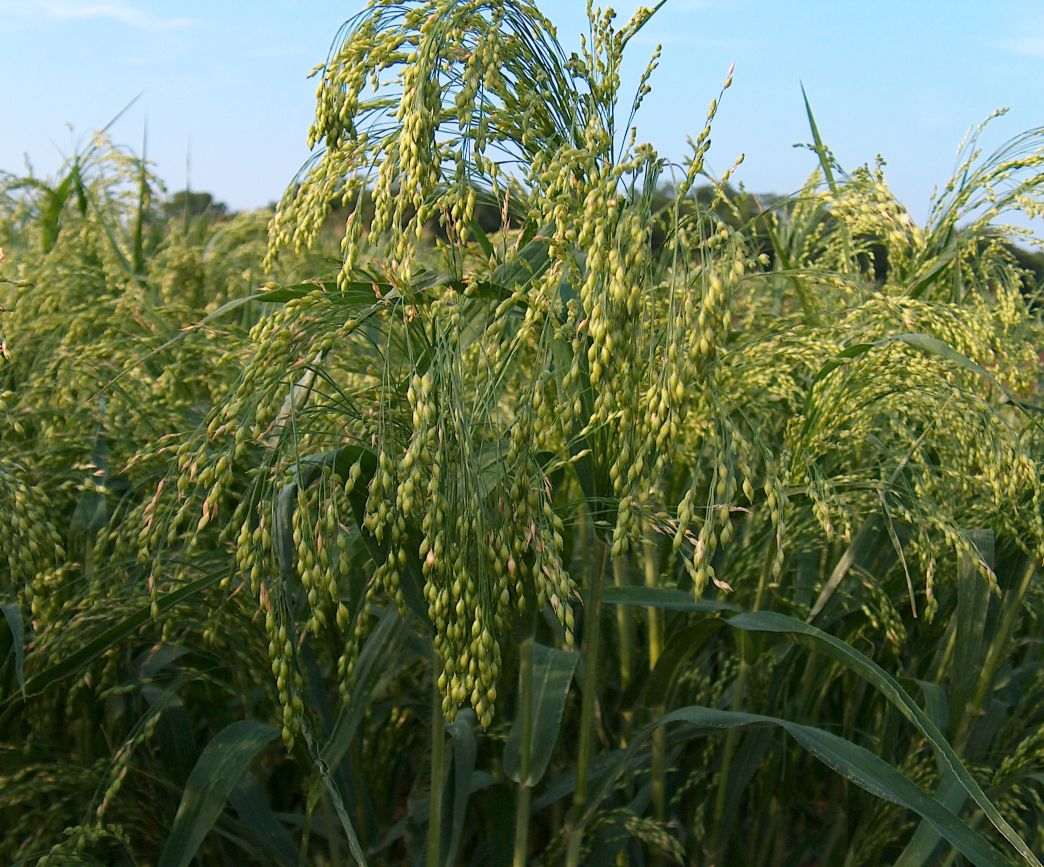
メンクㇽ（黍）

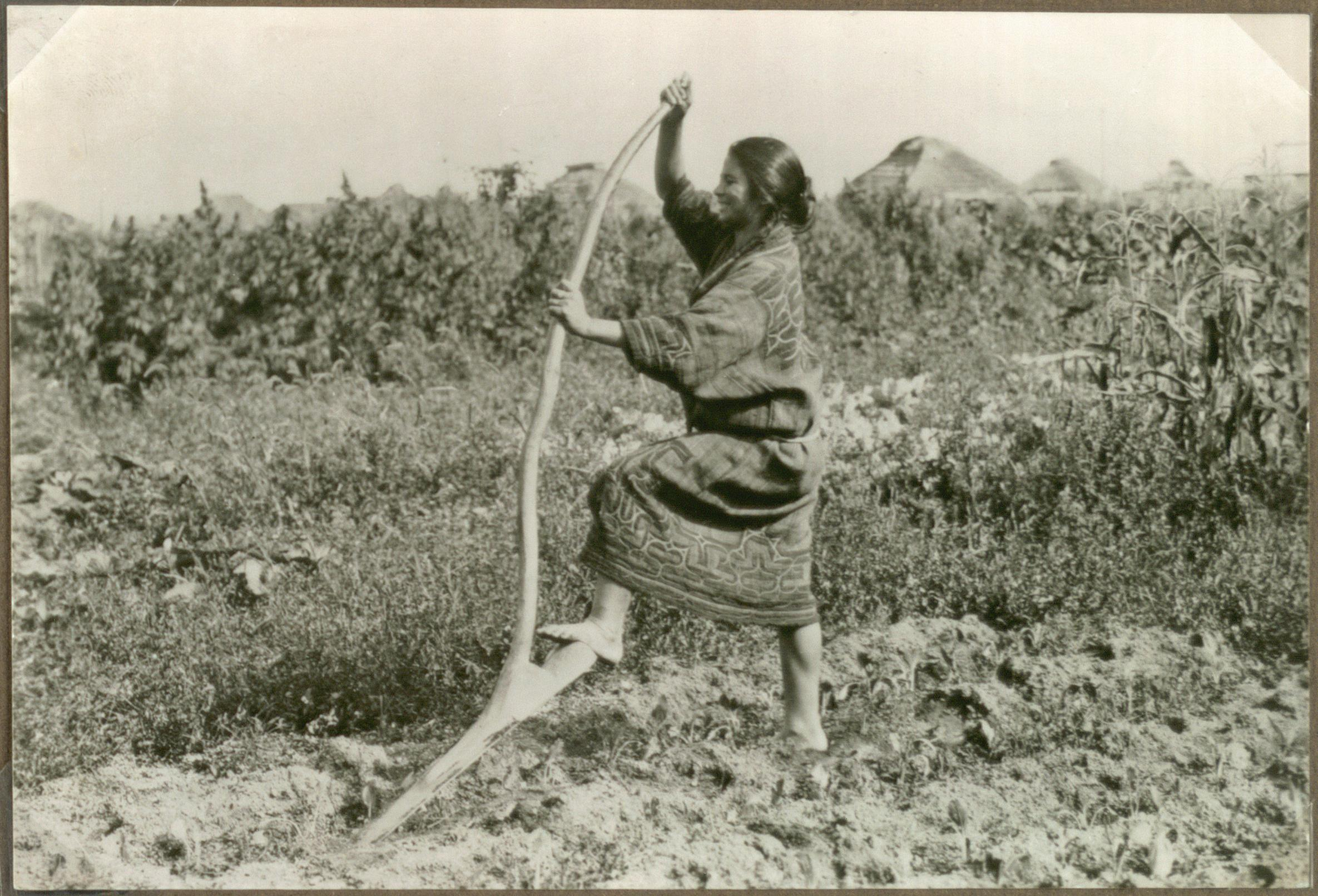
木製の踏み鋤で耕す。1937年に絵はがき用に再現して撮影された写真。

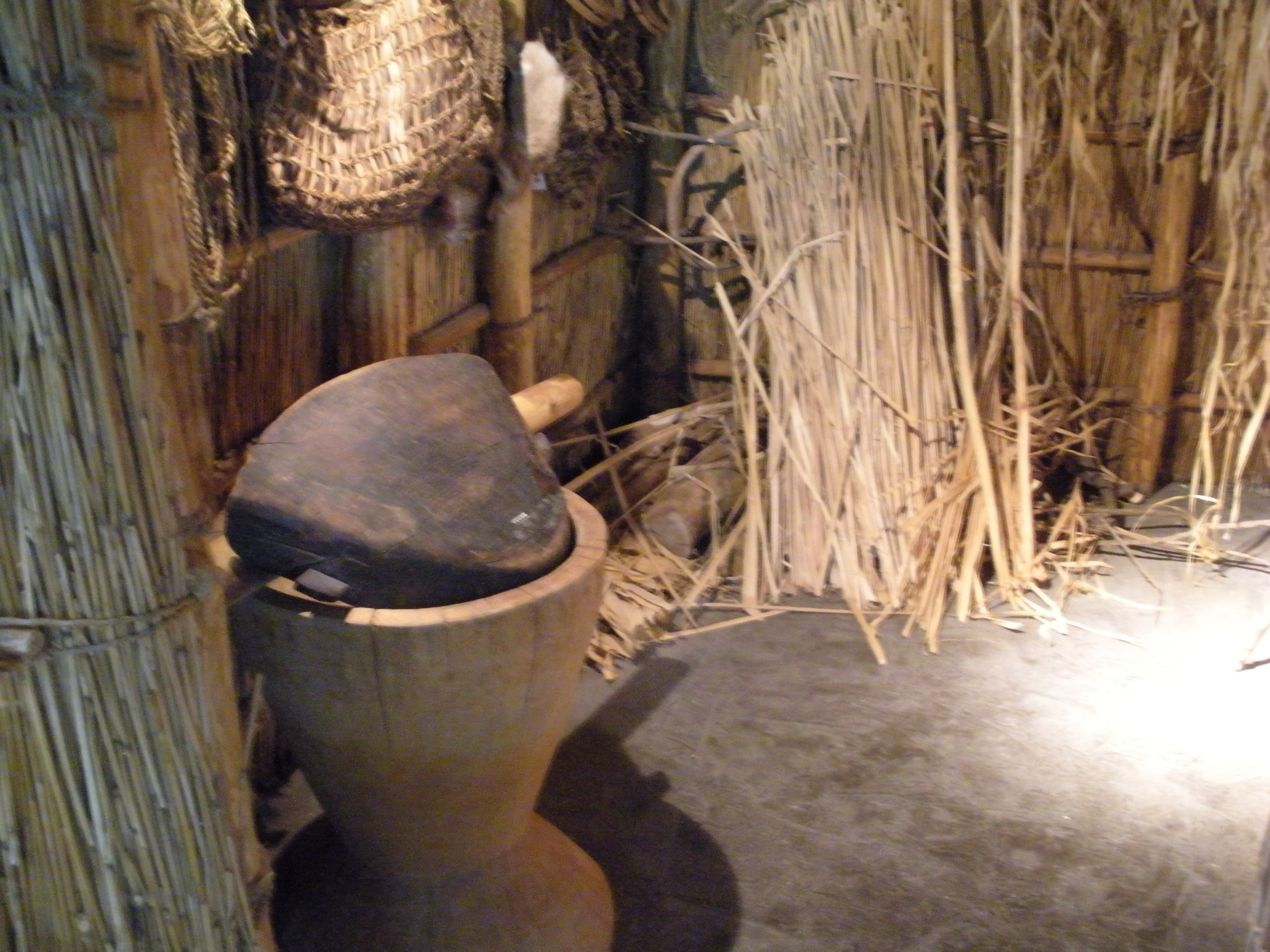
穀物の精白、製粉に使われた臼。上にはムイ（箕）が伏せられている。（北海道博物館）

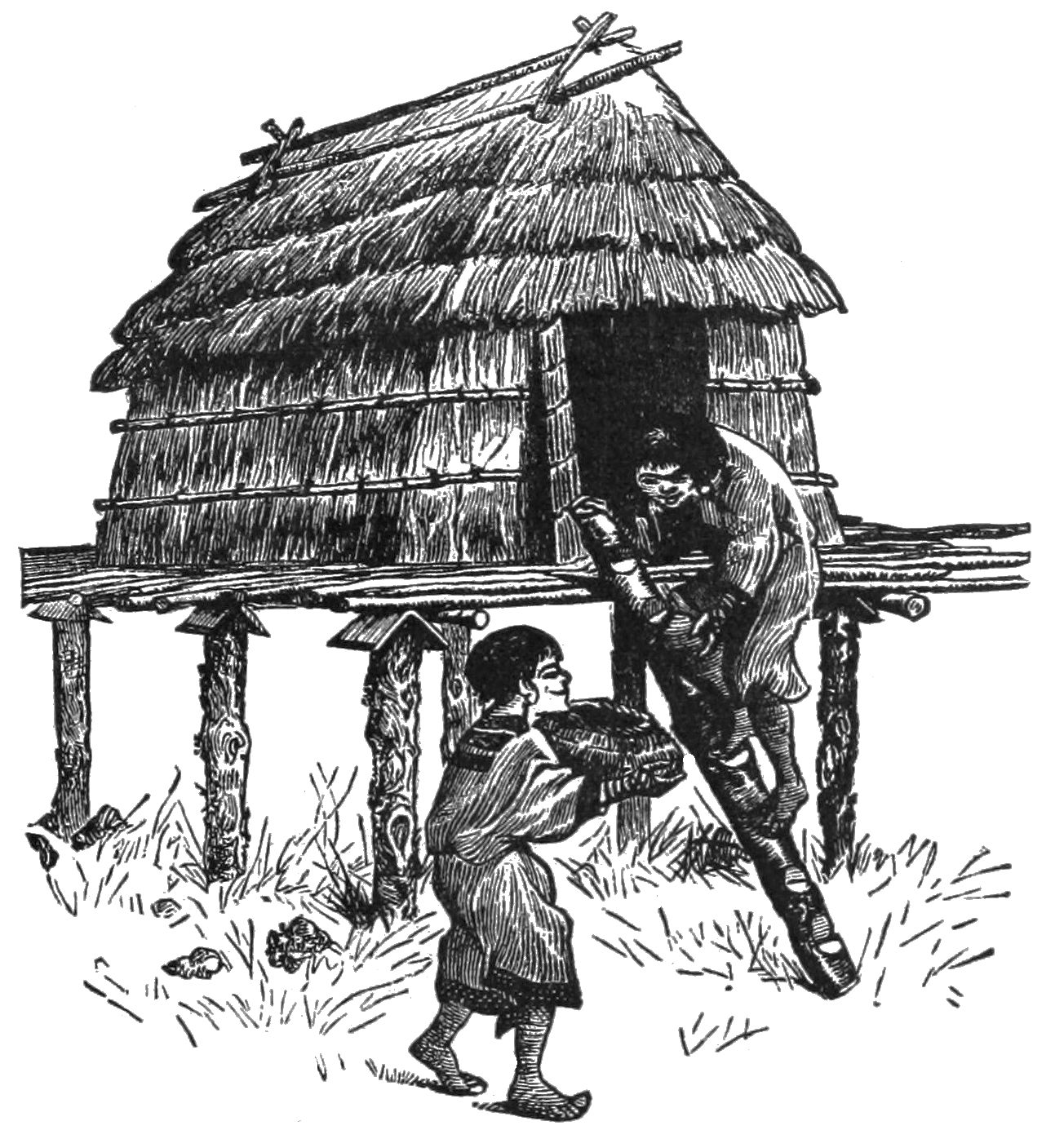
穀物を収める高床倉庫「プー」。明治時代初期に北海道を訪れたイギリス人の旅行家・イザベラ・バードのスケッチより。

アイヌ時代の前段階である10世紀頃の擦文時代、さらにそれ以前の続縄文時代から、既に北海道でも農耕が行われていた。札幌市のサクシュコトニ川流域や、浦幌町十勝太で発見された11世紀の擦文遺跡からはヒエ、アワ、キビなどの雑穀類が出土し、コムギやオオムギも確認されている。さらにオホーツク海沿岸地方で同時期に栄えたオホーツク文化においても、アワ、ヒエ、オオムギの栽培が確認できる。しかし12世紀から始まるアイヌ時代に至って、農耕は縮小する傾向にあった。これは寒冷な気候ゆえに農耕を諦めたというより、本州との交易用の干魚や毛皮調達のため、狩猟、漁撈に重きを置いた結果らしい。さらに17世紀後半のシャクシャインの乱以降、アイヌとの交易を自身の都合よく進めたい松前藩は、アイヌが農業で自活しないよう、鍬や鋤、鎌など鉄製農具の流通を制限していたことも理由として上げられる。
アイヌ語で農業を「トイタ」と呼ぶ。江戸時代後期の和人の紀行文や明治期の学者によるアイヌへの聞き取り調査によれば、農業は女の仕事であり、片手間に行われるようなものだった。
まず川の沿岸で樹木や雑草の少ない土地を見定める。その地に所有権を主張する意味で十文字に組んだ木「クイタㇰペ」を立て、数日のうちに開墾・整地すれば、一年限りで土地の所有権が認められる。開墾は樹木を伐採して焼き払う焼畑ではなく、「トイタイヨッペ」という刃を湾曲させた鎌で草地をなぎ払い、土ごと刈り払って整地する簡単なものである。一戸当たりの耕地面積は、安政年間のトカチ場所（十勝郡）やモンベツ場所（紋別郡）で30坪ほど、気候が温暖な日高地方でも4反ほどだった。
畑にはピヤパ（稗）、メンクㇽ（黍）、ムンチロ（粟）、ソバ、アタネ（カブ）を蒔きつける。時代が下ってからは豆類、さらにジャガイモ、南瓜など新大陸原産の作物も栽培されるようになった。雑穀類にはアイヌ語名がついているが、マメ、ジャガイモ、南瓜はアイヌ語でもそれぞれ「マメ」「イモ、エモ」「カンボチャ」であり、時代が古くないことがわかる。記録によれば、寛政年間に最上徳内が蝦夷地に種芋を持ち込み、虻田郡のアイヌに栽培させたのが北海道におけるジャガイモ栽培の起源だという。一方、千島や樺太のアイヌはジャガイモを「ヌチャトマ」（ロシアのエゾエンゴサク）と呼ぶことから、アイヌ世界におけるジャガイモの伝播には北方（ロシア帝国）と南方（日本）、2つのルートが存在したことが窺える。
一年の耕作の中で豊作を祈る予祝芸能などの儀礼は行われないが、播種の際には種籾を野鳥の卵に浸してから蒔く。これは、野鳥の生命力にあやかって作物の生育を祈る信仰である。また、カッコウや鴨の巣、蛇の抜け殻を保持していれば豊作に恵まれるとの伝承もあった。実際の農作業では畑に畝を切らず、肥料は下肥は言うまでも無く、灰、腐葉土の類まで「大地を穢す」と見なされて施されなかった。除草もそれほど行われなかったため、秋の収穫量は大した物にはならなかった。
ただ、広大な北海道は地方によって気候にも差がある。温暖な道南や日高地方はアイヌ文化圏において最も耕作が盛んな地域であり、幕末期にこの地を旅した松浦武四郎は著書『戊午東西蝦夷山川地理取調日誌』に鵡川の長が3年分の穀物を蓄え、穂別の長が年に35俵の雑穀を収穫し、厚真では一般の家庭でも稗や粟を年に10俵以上収穫していたことを記している。さらに日高地方では畑の隅の糠を捨てる場所（ムルクタヌサ）が神聖な場所とされていたなど、農耕神の存在も窺える。反対に寒冷で農耕に適さず、外界との交流も少ない道北の内陸に住むアイヌは、農業の基本すら知らなかったらしい。明治中期、役人がこの地域のアイヌに農業の普及を図り、「これを土に埋めれば美味しいものが増える」と、馬鈴薯（ジャガイモ）の種芋が詰まった俵を渡し、簡単な説明をして帰った。ところが秋になって再訪してみると、「シャモ（和人）に騙された！」と酷く機嫌が悪い。よく聞き合わせてみると、種芋は俵ごと土に埋めたので全て腐ってしまったという。
秋に至って稔った穀物は、「ピパ」と呼ばれるカワシンジュガイの貝殻から作った道具で一つ一つ穂首刈りにされる。この収穫法は、弥生時代に本州などで石包丁を使って行われた稲の収穫と酷似している。このようにして収穫された穀物は乾燥されたのち「プー」（高床倉庫）に納められ、必要に応じて「ニス」（臼）で精白、製粉し、サヨ（粥）やシト（団子）、トノト（酒）に加工される。蕪や馬鈴薯、南瓜は汁の具、ラタㇱケㇷ゚（後述）の材料となった。さらに馬鈴薯は冬の寒さを利用し、ポッチェイモという保存食品に加工した。
稲作は行われていなかったが、米は擦文時代から交易で入って来ていた。北海道各地で発見されている青森県五所川原産の須恵器は、米を移出する際の容器として使われた物と考えられている。アイヌ語で米は「真の穀物」を意味する「シアマㇺ」の語で呼ばれ、大変に贅沢な食品とされた。江戸時代前期、徳川光圀が蝦夷地に遣わした快風丸の乗組員は、石狩川流域のアイヌとの交易で生鮭100匹に対し米1斗2升を差し出している。しかし時代が下がるにつれ交易はアイヌ側に不利となった。寛政年間には「蝦夷俵」（えぞだわら）と呼ばれる8升入りの俵1個を得るためにアイヌ側が出す物品は、干し鮭なら100尾、ニシンならば1200尾だった。

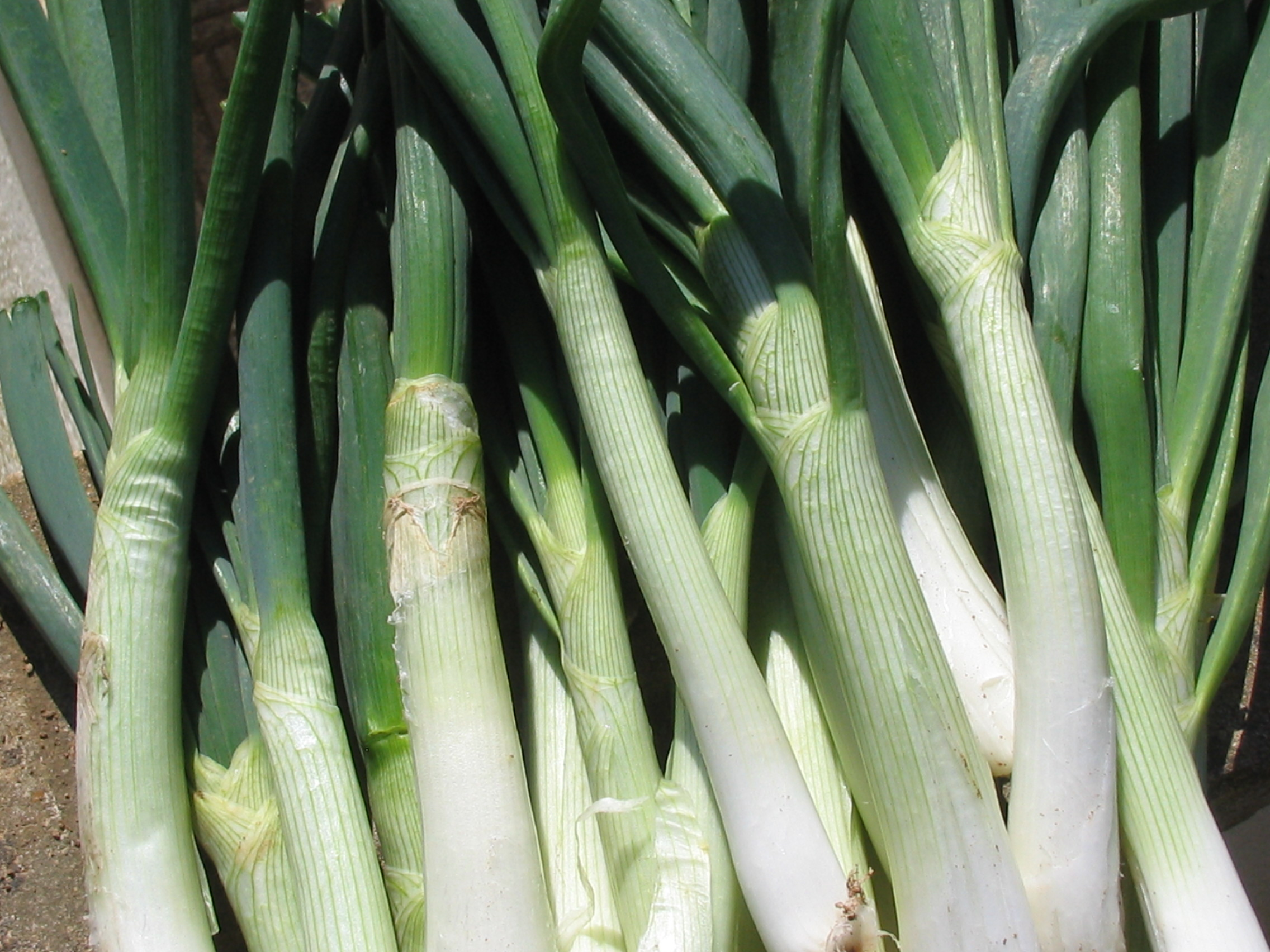
葱は江戸時代後期から栽培され、汁物や刺身の薬味に使われた。

時代が下るにつれて、和人の営む漁場を通じて野菜類も順次北海道に伝来した。安政3年（1856年）に北海道の日本海側から樺太、オホーツク海の沿岸地域を跋渉した探検家・松浦武四郎は、道南地方の沿岸は言うに及ばずアバシリ（網走郡）、トコロ（常呂郡）、アッケシ（厚岸郡）など気候寒冷なオホーツク海沿岸の地域に至るまで粟、稗など雑穀、さらに馬鈴薯、大根、インゲンマメ、胡瓜、カボチャ、葱など各種の作物が小規模ながら栽培されているさまを記している。食用植物以外にも、繊維用の麻や、嗜好用の煙草が栽培されることもあった。

## 調理法

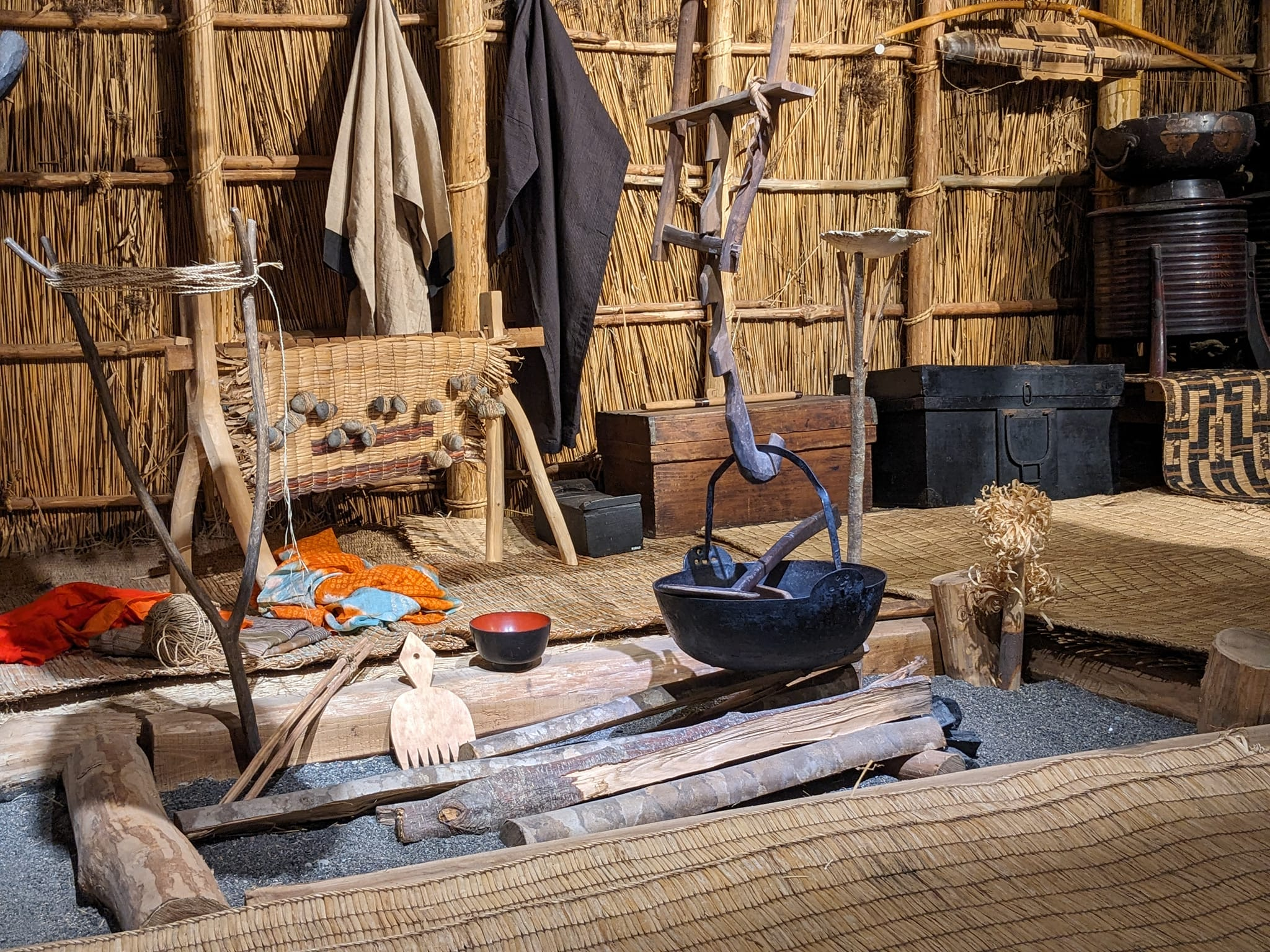
アペオイ（囲炉裏）で全ての調理が行われた。（北海道博物館）

7世紀から12世紀頃にかけて栄えた擦文時代の竪穴建物は家の中央部に囲炉裏が切られるとともに、壁際には煙道が備えられた竈が設けられ、煮炊きの一翼を担っていた。しかし12世紀頃を起源とするアイヌ文化時代に至るや、なぜか竈は廃れた。この理由はよくわからない。薪が貴重な寒冷地ゆえ、その浪費を避けるために、家の中心の炉に暖房・照明・調理を集約したためかも知れない。
アイヌの住居チセ（cise）は、地面を踏み固めた上に藁やゴザ、毛皮を敷いて床とした平地建物で、その中央に木尻席を欠いた大きな囲炉裏が設けられていた。この囲炉裏に数個の「シュワッ」（自在鉤）が下げられ、そこに和人との交易で得られた大小の「シュー」（鉄鍋）がかけられている。

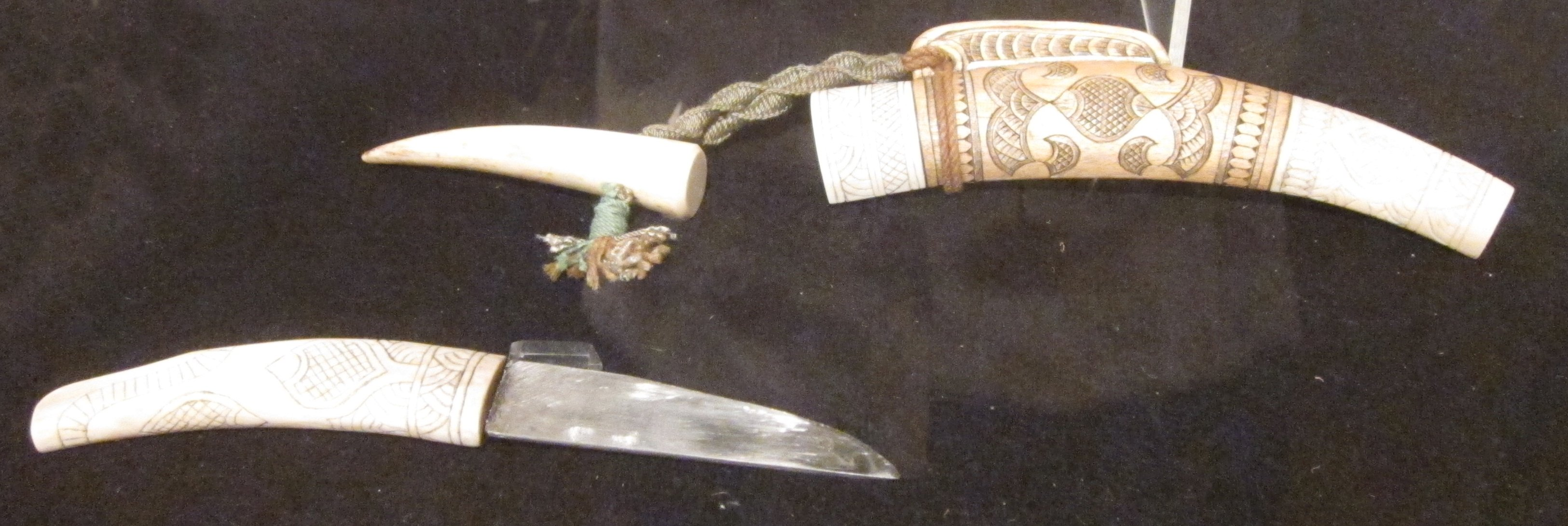
マキリ（小刀）。山菜の採集や魚の処理、調理に使われる。

アイヌは和人やニヴフと同様生食を好み、素材の新鮮さを最大限に生かした刺身や肉・魚のたたきが大変に好まれていた。加熱調理については、炉の直火と鍋のみで可能な調理法、すなわち「あぶる」「焼く」「煮る」「ゆでる」「灰の中での蒸し焼き」である。場所請負制などでアイヌが和人の食文化に接する例もあったが、彼らが竃や釜、蒸篭など新たな調理具を取り入れることはなかった。
アイヌ文化ではオオウバユリの搾りかすから作った保存食品オントゥレㇷ゚（後述）やトノト（どぶろく）を除いて発酵文化が発達しなかった。しかし和人から購入した味噌や日本酒、醤油は自らの食文化に取り入れていた。近代以降は、アイヌ自身が味噌を醸造し、山菜の味噌和えなどに用いていた例もある。

## おもな料理

### オハウ ohaw（煮込み汁）
獣肉や魚肉、山菜、野菜を鉄鍋で煮込んだ汁物。単なるスープに留まらず、鍋料理とも言えるほど具沢山の汁物で、主食が存在しない狩猟・漁撈民族であるアイヌの食生活の中心を成す料理だった。北海道の郷土料理として名高い石狩鍋、三平汁の起源とも言われている。
具材に特に決まりはないが、大体以下の様な方法で調理される。
1. 鍋に水を張り、獣骨や小魚の焼き干しを入れて火にかけ、出汁を取る。
2. 大まかに切り分けた肉、魚を入れて煮る。乾肉、乾魚の場合は時間をかけて煮る。肉や魚のアクは一種の薬効成分と考えられているので、取り除かない[69]。
3. 野菜は根菜などの煮えにくいものから入れ、つぎに繊維の多い山菜、そして葉物野菜を入れる。それらが柔らかくなるまで煮込む。
4. 動物性脂肪、魚油、少量の塩で味を整え、最後に風味付けとして焼き昆布の粉末、乾燥させたプクサ（ギョウジャニンニク）をふりかける。

※肉のアクが気になるようであれば、後から入れる野菜や薬味に吸わせる。
中心となる具材からそれぞれ「チェㇷ゚オハウ」（cep ohaw 魚汁）、「カㇺオハウ」（kam- 肉汁）、「カムイオハウ」（kamuy- 熊汁）、「キナオハウ」（kina- 野菜汁）などと呼ばれていた。ニリンソウは汁と相性が良いため「オハウキナ」（ohawkina 汁の草）と呼ばれ、具材として特に好まれていた。

#### 「オハウ」とロシア語「ウハー」（魚のスープ）
ドブロトウォルスキーの『アイヌ語・ロシア語辞典』は、アイヌ語の「yхау（ウハウ）」はロシア語の「уха（ウハー）の意味であるとしており、この辞典は「o」と「u」の音の混同が見られることが指摘されている。2つの言語に似た単語が存在する場合、同じ祖語に発する同根語の場合や、交流を通して取り入れられた借用語の場合が考えられる。アイヌ語の言語系統は不明だが、ロシア語の「ウハー（魚のスープ）」は、古代スラヴ語で「スープ（液体）」を意味する「jucha」を語源としており、その語頭の「j」が落ちたものである。「jucha」はさらに「煮汁、スープ」を意味するインド・ヨーロッパ語共通の語彙にまでさかのぼることができる。また、アイヌ民族はオオウバユリの根を加工してオハウに入れ澱粉を摂取するが、同様にロシア・ハバロフスク地方の少数民族ナナイがウハー（уха）に植物の根を入れて澱粉を摂取しており、これは北方民族に広く伝わる食習慣であった。

### ラタㇱケㇷ゚　rataskep（野草による煮物や和え物）

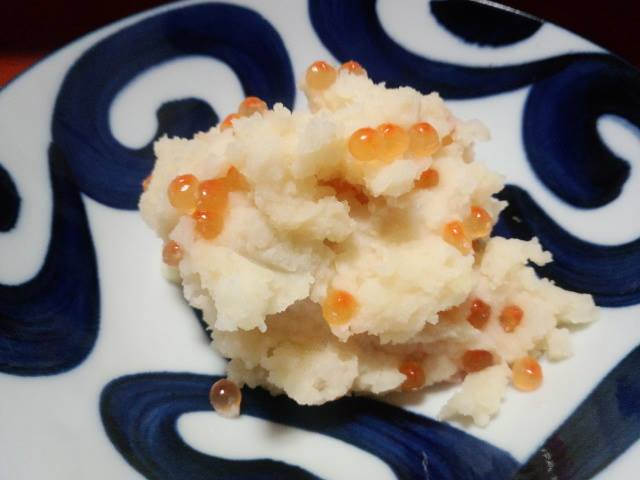
茹でたジャガイモとチポㇿを和えた「チポㇿラタㇱケㇷ゚」

直訳すれば「混ぜたもの」。山菜や野菜、豆類を柔らかく汁気が無くなるまで煮込み、軽く潰してから獣脂、魚油、少量の塩で味を整えた料理。
日常食としても作られるが、儀式の供物や振る舞いには欠かせない、ハレ食である。
使用する材料によって限りない種類がある。
シケㇾペキナラタㇱケㇷ゚　sikerpekina rataskep
乾燥させたシケㇾペキナ（ヒメザゼンソウ）を湯で戻してから、弱火で数時間、汁気が無くなるまで炊く。食べやすい大きさに刻み、獣脂と塩少量で味を整える。
プクサラタシケプ　pukusa rataskep
豆を柔らかくなるまで炊き、プクサ（ギョウジャニンニク）の茎を加えてさらに炊く。獣脂と塩で味を整える。
チスイェラタㇱケㇷ゚　cisuye rataskep
初夏に採集したチスイェ（アマニュウ）で作る。豆を炊いて柔らかくなったところにチスイェを加えてさらに炊き、獣脂と魚油で味を整える。
カンポチャラタㇱケㇷ゚　kampoca rataskep
豆を柔らかくなるまで炊き、切干にして保存しておいた南瓜を水で戻して入れ、さらに炊く。南瓜が煮崩れたところで、塩と魚油で味を整える。香辛料としてシケレペ（キハダ）の実をふりかける。
チポㇿラタㇱケㇷ゚　cipor rataskep
「チポㇿイモ」とも呼ばれる料理。馬鈴薯は皮ごとゆでる。別の鍋にチポㇿ（筋子）を入れ、弱火で潰しながら半煮えにする。茹で上がった馬鈴薯は皮をむいて厚切りにし、先ほどの煮えたチポロを入れ、塩を加えてよく混ぜる。
ニセウラタㇱケㇷ゚　nisew rataskep
ニセウ（どんぐり）は殻を取り、渋皮つきのまま数回ゆでこぼしてアクを抜く。ここにあらかじめ水戻ししておいた豆を水と共に入れ、沸騰したら煮汁を捨てる。再度水を注いで全体が柔らかくなるまで煮込み、玉蜀黍の粒を入れてさらに煮る。好みの柔らかさになったら米の粉を入れ、全体を練り上げる。塩と脂で味を整え、出来上がり。
なお、チエトイ（珪藻土。アイヌ語で「我ら食べる土」の意）で山菜類を和えた食品も、珍味として好まれていた。

### サヨ　sayo（粥）
ピヤパ（稗）やシアマム（米）で炊いた薄い粥。大抵は穀物のみで炊かれるが、山菜などを炊き込む場合もある。農耕民族のような主食としての粥ではなく、脂こい汁物や焼肉、焼き魚で腹を満たしたのち、「口直し」として茶のように啜られるものである。そのため脂気が混じらないように、それ専用の小鍋で炊かれる。盛り付けの際も、掬うカスㇷ゚（お玉杓子）は汁用とは別のサヨカスㇷ゚（粥杓子）を用い、汁の味が混ざらないよう気を配った。穀物の利用は薄い粥が中心だったため、一人あたりの穀物消費量は1か月で1升、5人家族でも年に6斗あれば事足りた。
このサヨには、以下の種類がある。
トゥレㇷ゚サヨ turep sayo
トゥレㇷ゚（オオウバユリ）から澱粉を採集した際の澱粉滓を醗酵させた保存食オントゥレㇷ゚（on turep）を入れた粥。まず硬く乾燥したオントゥレㇷ゚を臼で搗き砕き、水で戻す。水の沈殿物で直径3センチほどの団子を作り、稗の薄い粥に入れてさらに炊く。
トゥレㇷ゚の球根の鱗茎を入れた粥も、同じ名前で呼ばれる。
イルㇷ゚サヨ　irup sayo
オオウバユリのイルㇷ゚（澱粉）を団子にして入れた粥。
エントサヨ　ento sayo
山菜の一種であるエント（ナギナタコウジュ）を入れた粥。独特の香気が好まれる。
サッシラリサヨ　satsirari sayo
トノト（どぶろく）を作ったときにできるシラリ（酒粕）を、粥に入れる。
キキンニサヨ　kikinni sayo
キキンニ（エゾノウワミズザクラ）の皮を入れた粥。
チポㇿサヨ　cipor sayo
米で粥を炊き、チポㇿ（イクラ）を入れる。生イクラを使ったチポㇿサヨは、秋にしか食べられないごちそうである。それ以外の季節は、サッチポㇿ（sat cipor 乾燥筋子）を入れた粥を作る。

### シト　sito（団子）

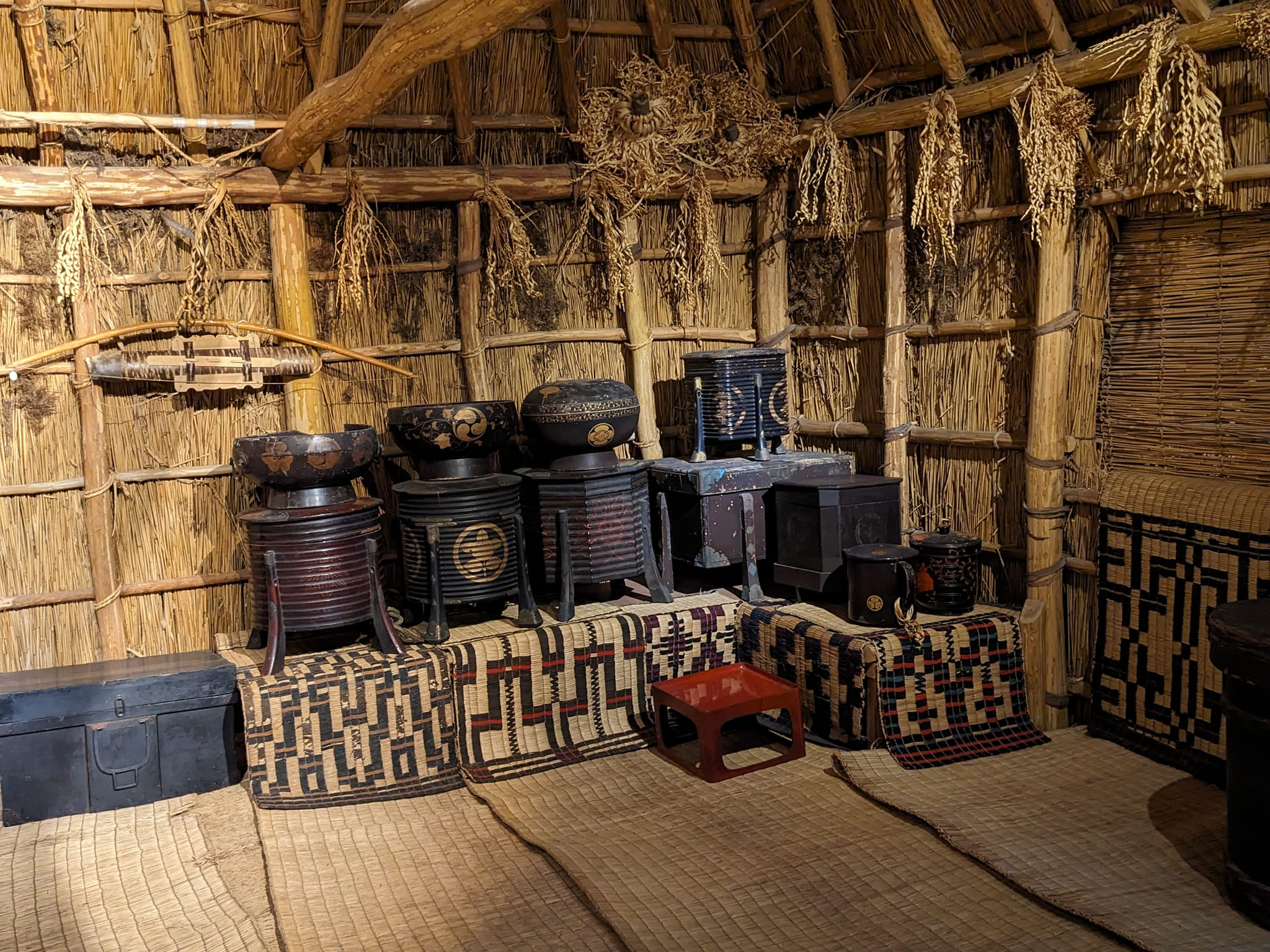
チセ内部に飾られた漆器類。儀礼の際はシトやトノト（どぶろく）を盛り付ける。（北海道博物館）

団子。名称の「シト」は、大和言葉でペースト状にすりつぶした生の穀物や団子をさす「しとぎ」と同系統とされている。かつて穀物の精白や製粉を臼による手作業でこなしていた時代は、その手間ゆえに贅沢な食品であり、日常の食品としてよりもイオマンテ（熊送り）やイチャルパ（祖霊祭）その他、ハレの日の供物やご馳走して作られることが多かった。
材料はメンクㇽ（黍）、ムンチロ（粟）、シアマㇺ（米）。メンクㇽで作られた物を本式とする。時代が下がればエモ（馬鈴薯）、カンポチャ（南瓜）も材料として加わった。日本の草餅と同じく、ノヤ（ヨモギ）を混ぜ込んだ「ノヤシト」も春の味として好まれていた。
作り方は以下の通り。
1. 精白された穀物を一晩水に漬ける。水から上げたのち、一晩水を切る。
2. 穀物を臼に入れ、数人でイウタウポポ（杵搗き歌）を唄い調子を取りながら搗いて粉にする。
3. 出来上がった粉を湯で練上げ、直径7、8センチ、厚さ1センチほどの大きさに丸める。
4. 大鍋に沸かした湯で、鍋底に焦げ付かないように注意しながら茹で上げる。

茹で上がったシトは、供物にするならばそのままシントコ（sintoko 行器、漆塗りの桶）、パッチ（patci 木鉢）、オッチケ（膳）に盛り付けるか、ミズキの串に刺した巨大な串団子「ニッオシト」にして神前に捧げる。人間が食べる際は、チポㇿ（イクラ）を半潰しにしたものか、焼いた昆布を砕き、脂で練ったタレをつける。
シトの食品としての歴史は古く、厚真町で発見された擦文時代の遺跡からもアワ製の団子が発見されている。一方でアイヌの伝統的な食文化に蒸した穀物を臼で搗き潰した「餅」は存在しなかった。アイヌが日本式の餅に接したのは、場所請負制などで和人の往来が増えた江戸時代後期以降である。

### チタタㇷ゚　citatap（肉や魚のたたき）

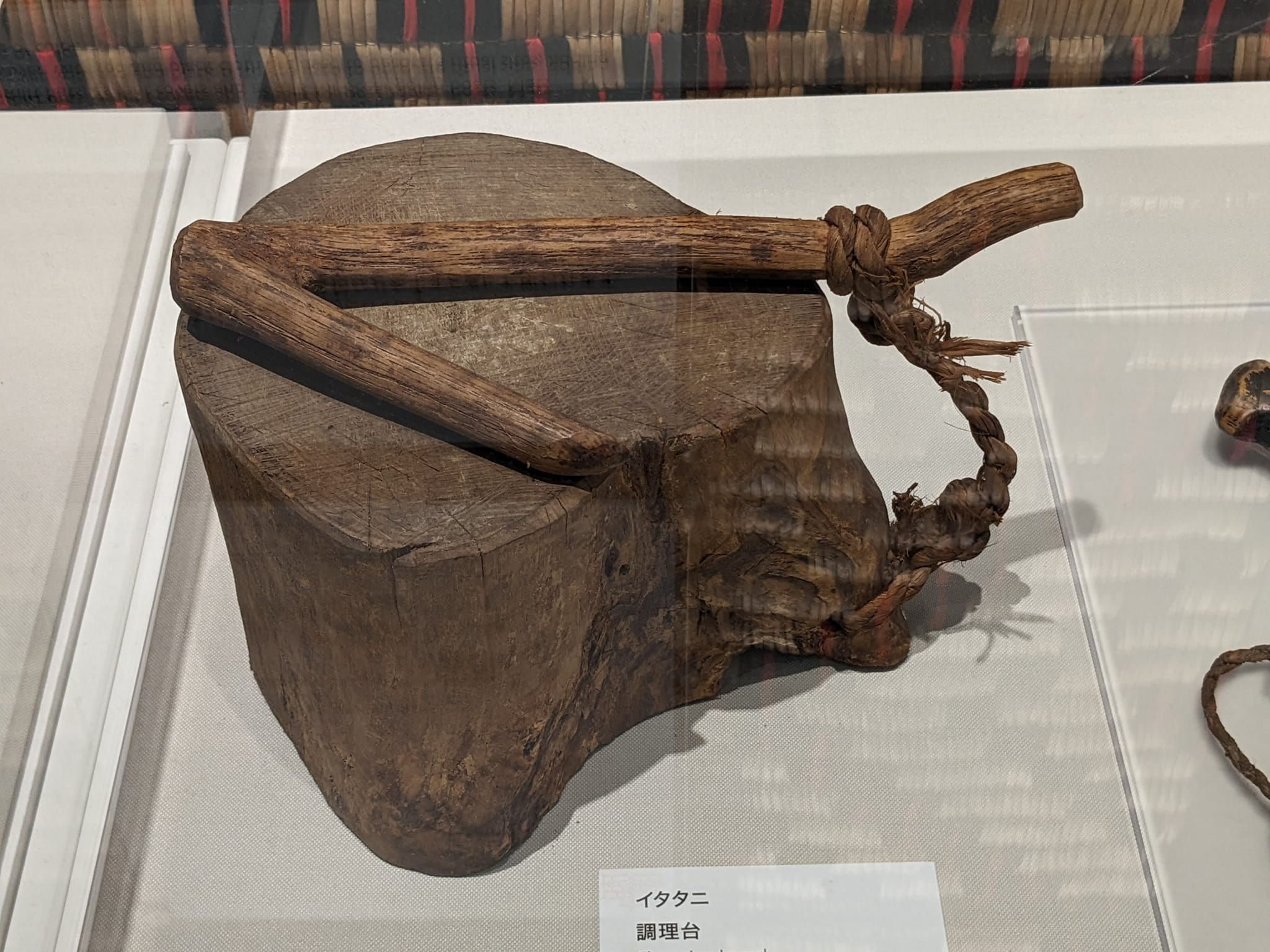
イタタニ（肉切り台）。使わないときは、取り付けられた鉤で壁に吊るす

チタタㇷ゚というアイヌ語を訳すれば、「チ・タタ・ㇷ゚」（ci-tata-p 我々が・たくさん叩いた・もの）。その名の通り、魚のたたきである。
以下は、代表的な作り方。
1. 鮭のアラ、頭、白子をイタタニ（丸太を輪切りにして作った俎板）に乗せ、鉈のような重みのある刃物で刻み、叩く。
2. ペースト状になるまで叩いたら葱、メンピロ（ノビル）、プクサ（ギョウジャニンニク）のみじん切りを薬味として加える。
3. 焼き昆布と塩で味を整える。

鮭以外でも、スプン（ウグイ）、ウッタㇷ゚（カスベ）、イチャニウ（マス）、チマカニ（カジカ）などあらゆる魚、さらにユㇰ（鹿）、キムンカムイ（ヒグマ）、モユㇰ（狸）、イソポカムイ（兎）、さらにルオㇷ゚（シマリス）などの獣肉も刻んで薬味を加え、チタタㇷ゚に加工された。老いた獣の肉は固いことが多いので、チタタㇷ゚に加工すれば食べやすい。
食品が傷みにくい冬期には大量にチタタㇷ゚を作り、数日間かけて食べた。これらチタタㇷ゚の鮮度が落ちた場合は、つみれのように汁に入れる。
イオマンテ（iomante）の際は、熊の脳のたたき「チノイペコタタㇷ゚」が作られる。材料は熊の頬肉、脳味噌、葱、塩。儀式で飾り付けた熊の頭から脳味噌を取り出し、あらかじめゆでて刻んだ熊の頬肉と混ぜる。薬味として葱を効かせ、塩で味付けする。熊送りの際しか作られない貴重な料理なので、量も少ない。儀式を司るコタンの有力者から、掌に直に下賜される。1952年、旭川近文アイヌの長・川村カ子トからこの料理（ここでは「ノイペフイベ＝生の脳味噌」の名で記されている）を振舞われた動物学者の犬飼哲夫は、「クマを神とするアイヌの信仰からくる心理的影響が大きいからで、我々には通用しない味である」と感想を述べている。

## 保存食

### 乾し肉・乾し魚

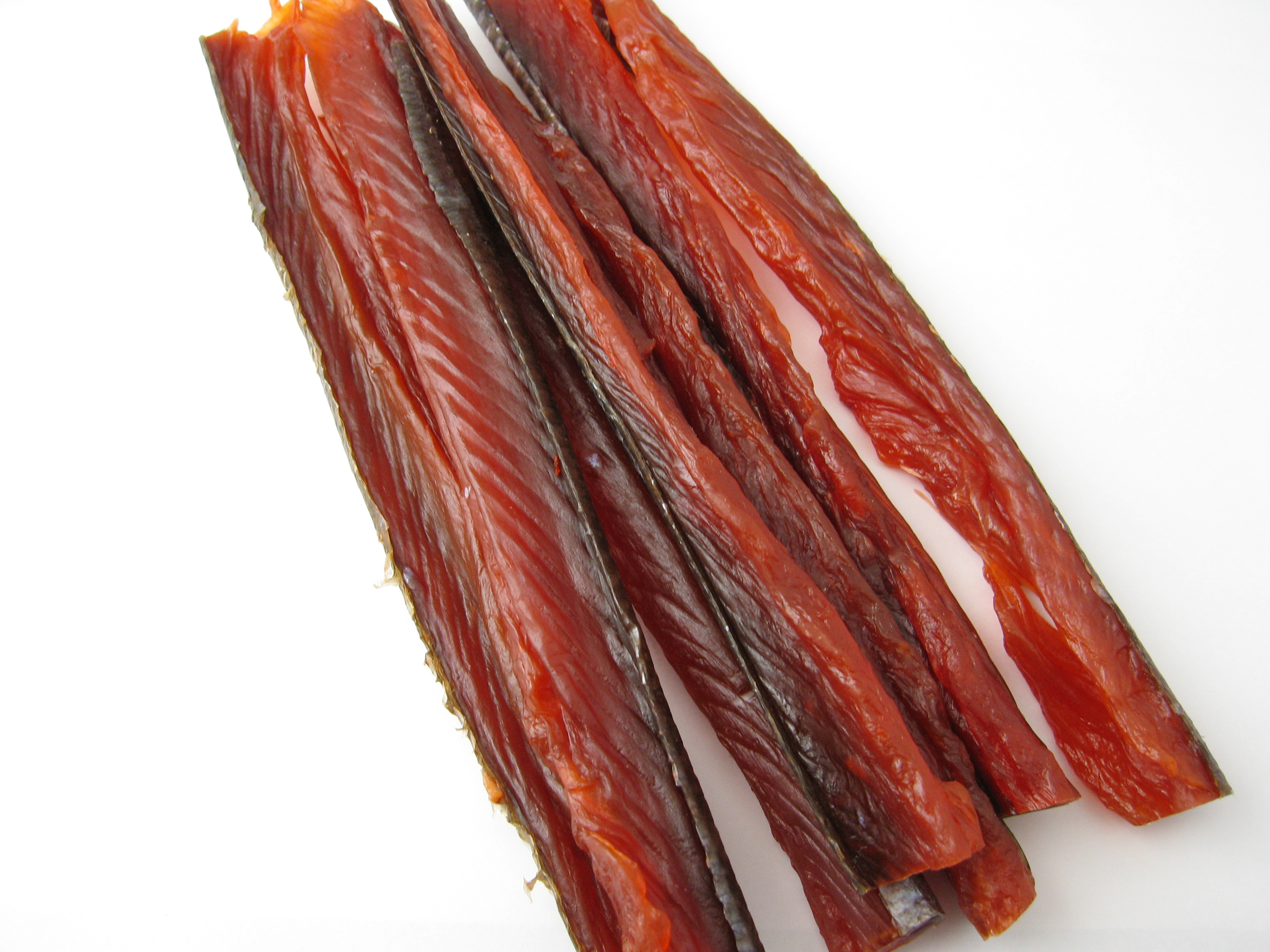
北海道の郷土料理として有名な「鮭とば」。アイヌの保存食に由来するといわれる。

アイヌ語では乾し肉をサッカㇺ（satkam）、乾し魚をサッチェㇷ゚（satcep）、ニケルイ（nikeruy）、アタッ（atat）と呼ぶ。
特に秋の鮭は当座の生食用以外に大量に獲られ、次に来る冬の半年を生き抜くための保存食に加工された。まず頭と内臓を取り除き、戸外の物干しで乾燥させてから屋内に取り込み、囲炉裏の煙に当てて燻製にする。夏のイチャニウ（icaniw マス）やトゥクシㇱ（tuksis アメマス）は蝿の害を防ぐため、開いてから火で炙り、焼き干しに加工する。これら乾し魚、焼き干しはそのままほぐして食べるか、水でもどして汁の実、煮物として食された。産卵後の鮭で作った乾し魚は味が落ちるので、食べる際は魚油を加えて煮込み、旨味を足す。
腹を開いた際に得られるウㇷ゚（up 白子）やチポㇿ（cipor 筋子）も乾燥して保存し、オハウ（ohaw 汁物）の出汁やサヨ（sayo 粥）に用いられた。
獣肉はごく新鮮なうちは肉から内臓まで生で食されるが、やはり狩猟の端境期を考えて乾し肉に加工される。ユㇰ（yuk 鹿）、キムンカムイ（kimun kamuy ヒグマ）の肉を細かく切り分け、大鍋で軽くゆでる。汁気を切った後、囲炉裏の上に吊るし、乾燥させつつ煙を当てる。このサッカㇺ（乾し肉）はそのまま食べるか、水から煮込んで汁物にする。

### ウバユリ澱粉

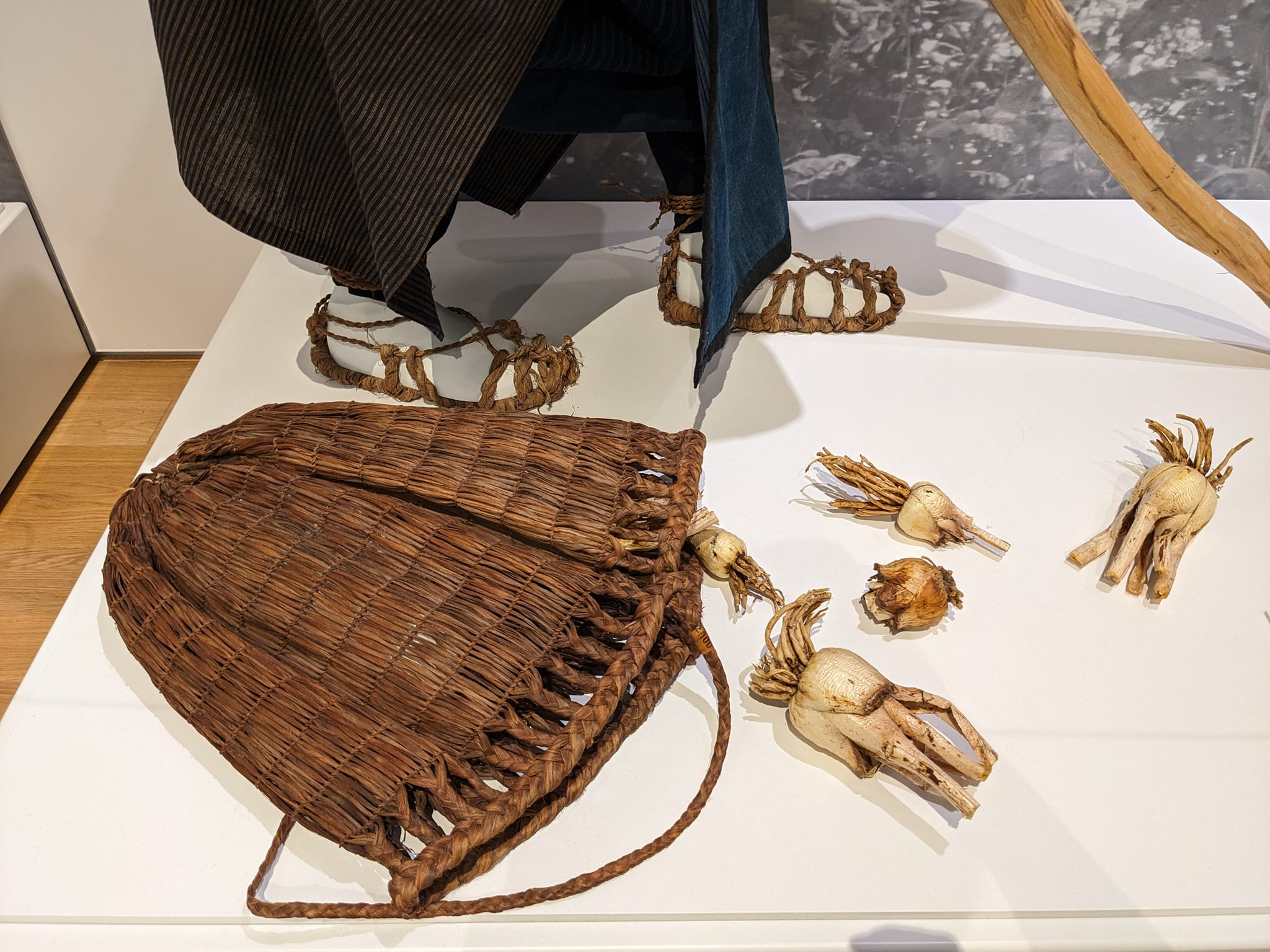
山菜採集用の袋「サラニㇷ゚」と、オオウバユリの根の模造品。なお人物が穿く草鞋「ストゥカㇷ゚ケㇼ」は、ヤマブドウの樹皮を編んで作る（ウポポイの展示品）

トゥレㇷ゚（turep オオウバユリの鱗茎）から得られる澱粉は、アイヌ民族が用いる植物質の食品の中では穀物以上に重要な位置を占める。

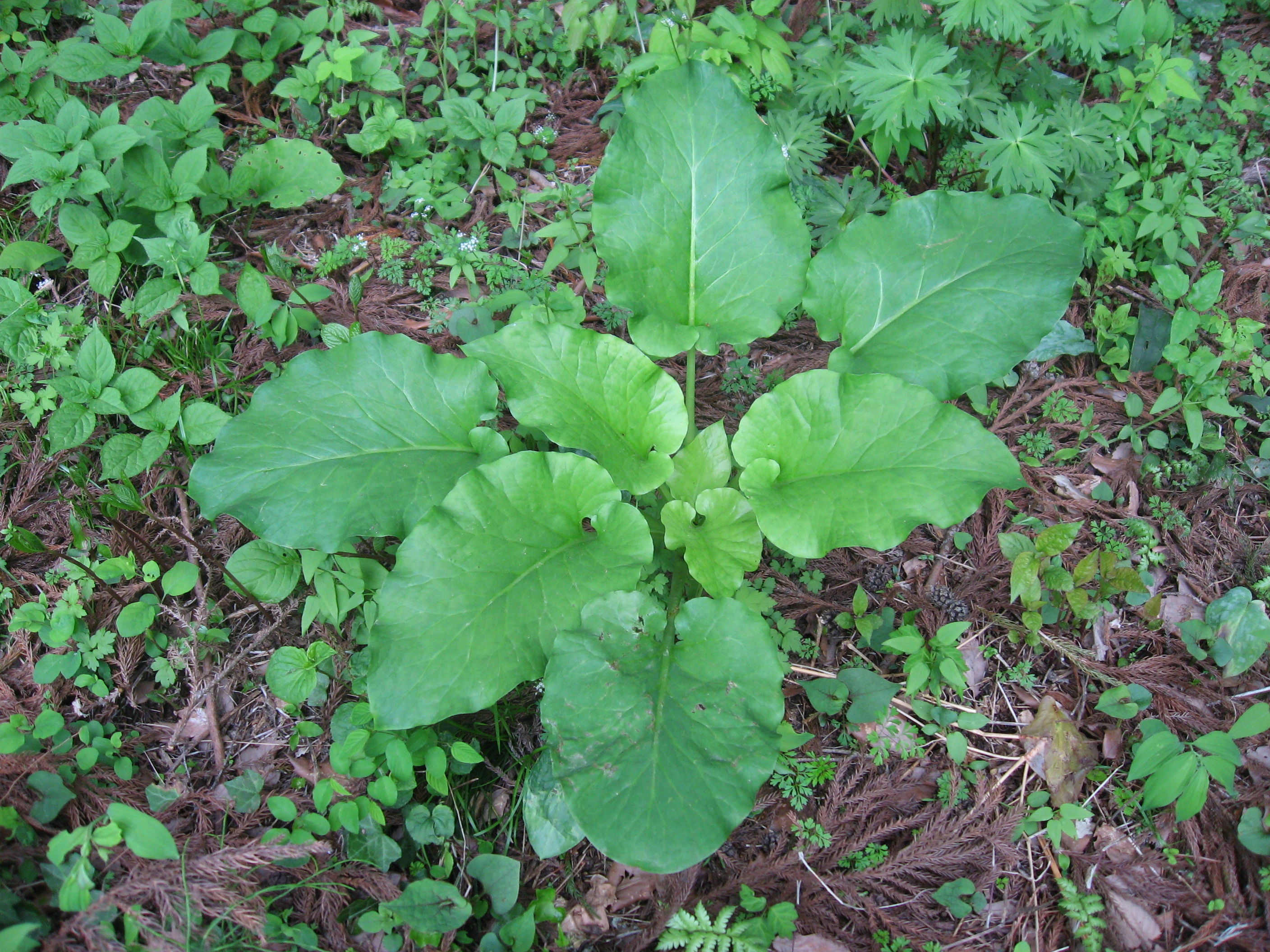
オオウバユリの葉　これよりも多少成長した頃合に球根を掘り出す

旧暦4月をアイヌ語でモキウタチュㇷ゚（mo kiwtacup 少しばかりウバユリを掘る月）、5月をシキウタチュㇷ゚（si kiwtacup 本格的にウバユリを掘る月）と呼び、この時期に女性達はサラニㇷ゚（saranip 編み袋）とイタニ（掘り棒）を手に山野を廻り、オオウバユリの球根を集める。集まった球根から、以下の方法で澱粉を採集する。
1. 球根から茎と髭根を切り落とした後、鱗片を一枚一枚はがし、きれいに水洗いする。
2. 鱗片を大きな桶に入れ、斧の刃の峰を杵がわりにして粘りが出るまで搗き潰す。その後で桶に水を大量に注ぎ、2日ほど放置する。
3. 数日経てば桶の水面には細かい繊維や皮のクズが浮き、底には澱粉が沈殿している。繊維クズはオントゥレㇷ゚（後述）を作るために取り分ける。桶の底に溜まった澱粉のうち、半液体状の「二番粉」と粉状の「一番粉」を分離する。

これら2種類の澱粉は乾燥して保存するが、その前に出来立ての新鮮なものを料理して楽しむ。水溶きした一番粉をクッタㇻ（kuttar イタドリ）やワッカクトゥ（wakkakutu ヨブスマソウ）など、空洞になっている草の茎のなかに流し込み、灰の中で蒸し焼きにしてくずきり状にしたり、二番粉を団子に丸めてコㇿコニ（korkoni フキ）やプㇱニ（pusni ホオノキ）の葉で包んで灰の中で焼き、筋子や獣脂を添えて食べる。
乾燥して保存された澱粉のうち、日常使用されるのは二番粉である。団子に加工して、サヨ（粥）に入れる。一番粉は贈答用や薬用で、普段は滅多に口にできない。
なお、一連の澱粉採集作業の間、「酒」と「色事」に関する会話はタブー。澱粉が落ち着かなくなり、うまく沈殿しなくなるという。

### オントゥレㇷ゚　onturep

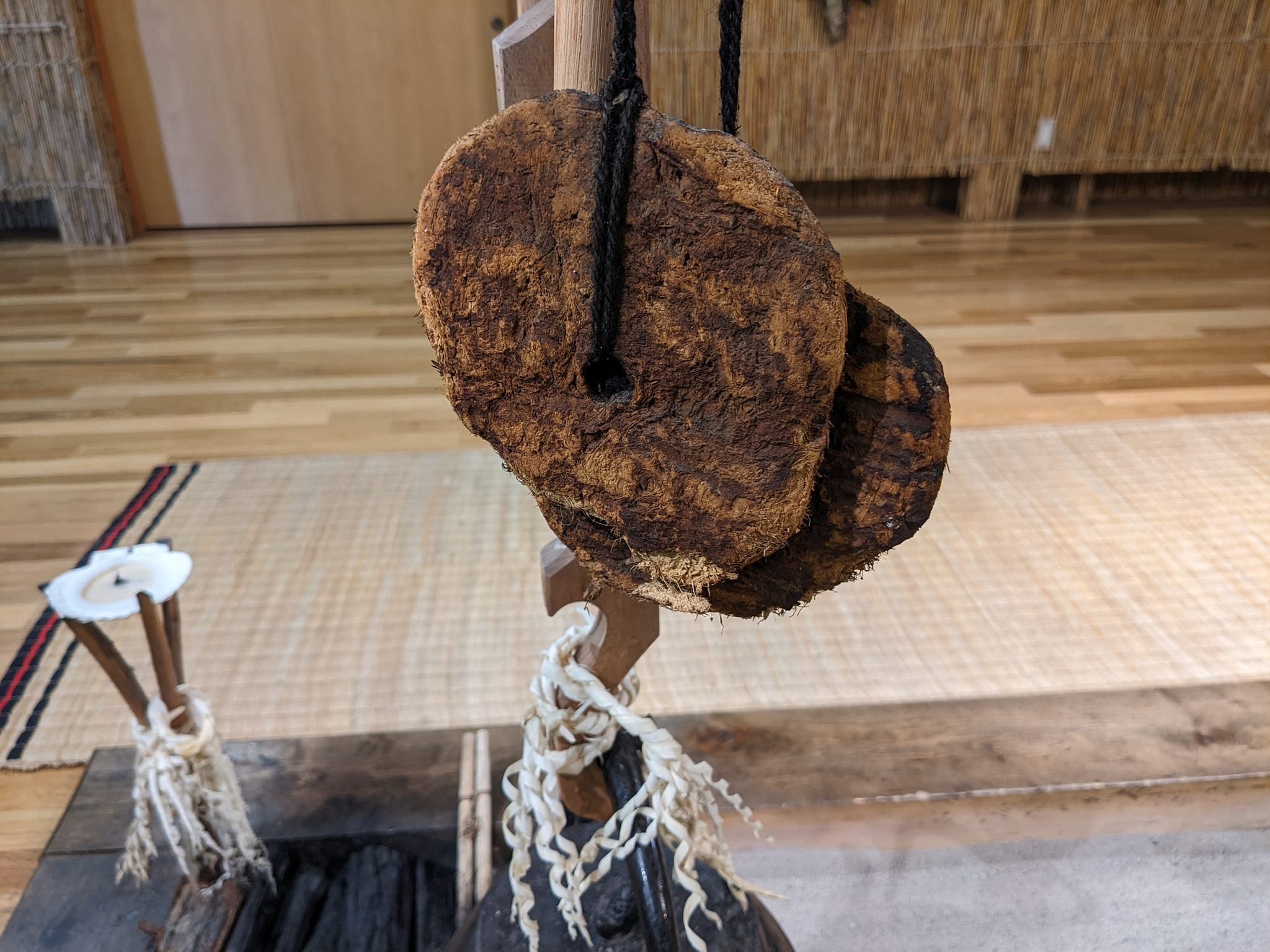
炉の自在鉤に吊り下げられたオントゥレㇷ゚

訳すれば、「醗酵させたウバユリ」。トゥレㇷ゚（オオウバユリ）から澱粉を抽出する際、同時に集めた皮や繊維などのカスを醗酵させて作った保存食である。以下の方法で作られる。
1. オオウバユリの球根を潰して水に晒した際、水面や水中に浮く繊維や皮をイチャリ（icari 笊）で集める。
2. よく水気を絞ったのち、コㇿコニ（フキ）やワッカクトゥ（ヨブスマソウ）の葉で包んで3〜10日ほど寝かせ、醗酵させる。この醗酵作業をオン（on）という。
3. オンさせたものを臼に入れ、よく搗き潰す。搗きあがったらこねてドーナツ状に丸め、乾燥させる。
4. 紐を通し、炉の火棚に吊るして貯蔵する。

食べる際は搗き砕いて水でもどし、団子にしてサヨ（粥）に入れる。

### ポッチェイモ

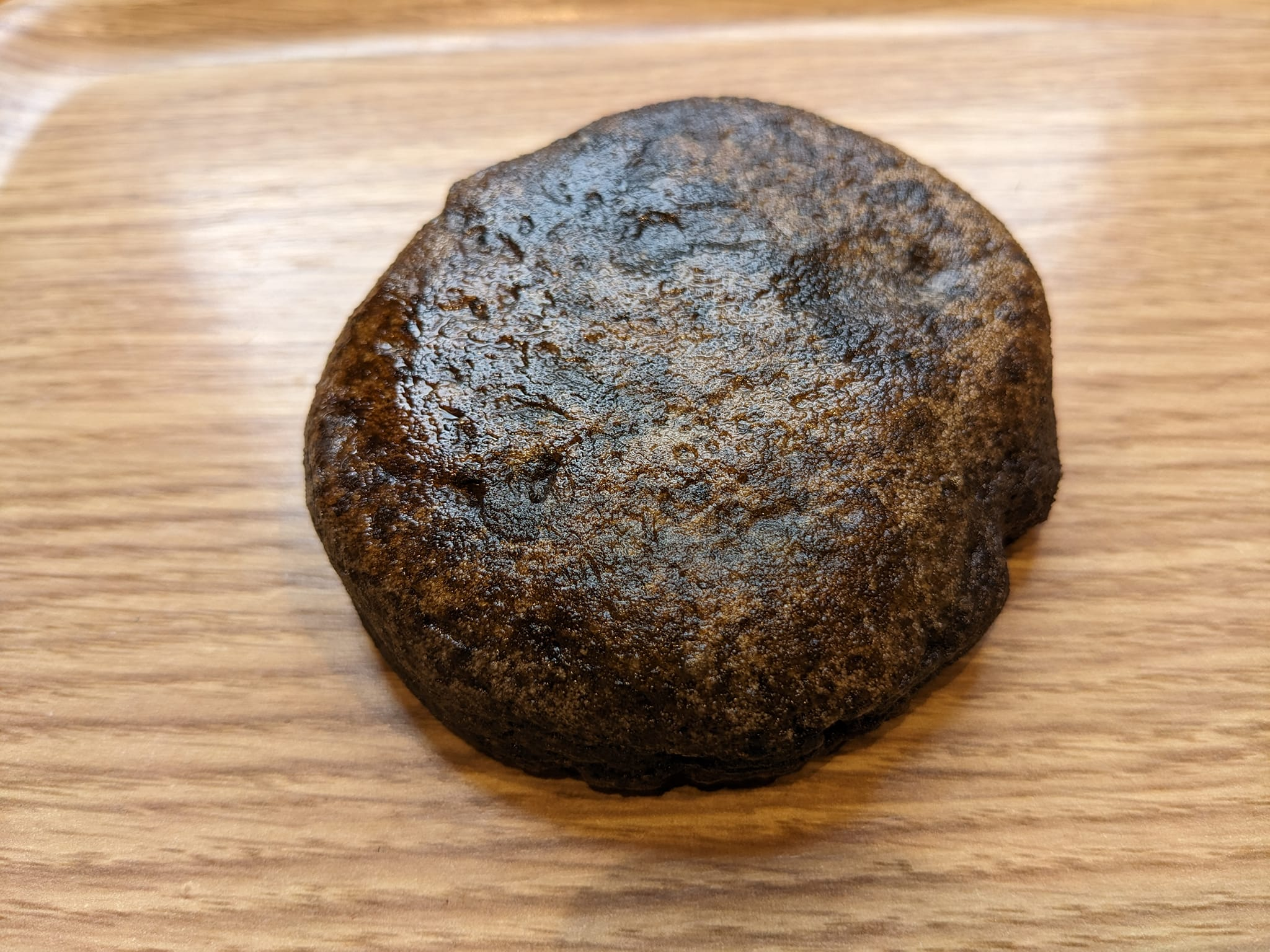
ポッチェイモ。ウポポイの売店で購入

ペネコショイモ、ムニニイモとも呼ばれる、馬鈴薯で作る保存食。北海道の寒さを利用した製造過程は、南米のチューニョと酷似している。
秋に収穫された馬鈴薯のうち、形の悪いものや小さいものをそのまま戸外に放置する。やがて冬の寒さでイモは凍り、昼になれば融ける。この過程を繰り返すうちにイモの組織は破壊され、ぶよぶよした手触りになる。このような状態になったイモを水に漬けて溶かし、底に沈んだ澱粉を取り出して丸め、暖かい場所に並べて醗酵させれば、キメの細かい馬鈴薯澱粉ができる。食べる際は丸めて灰の中で焼き、獣脂や潰したチポㇿ（イクラ）を付けるか、粥に入れる。近世の和人文化が広まった後は、サッカリンなど人工甘味料で味を付けてから油で揚げるか、多めの油で焼いた物に砂糖醤油や海苔を添えて味わうなど工夫が凝らされた。

## 嗜好品

### 酒

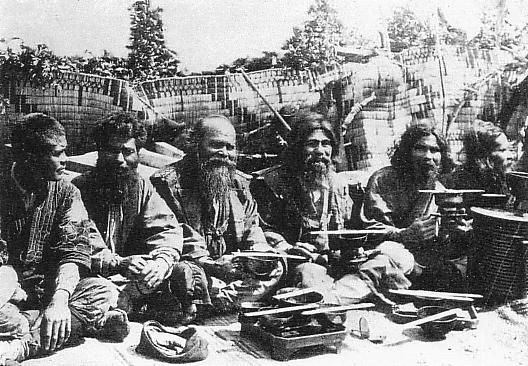
1930年代に行われたイオマンテで、神に酒を捧げる男性たち。オッチケ（膳）やタカイサラ（天目台）の上に載せられたイタンキ（椀）の酒を、イクパスイ（椀に渡された箆状の器物）で天界に届ける。右側には、仕込みに使われたシントコ（行器）が見える。

アイヌ語で「酒」を意味する言葉には、「サケ」「トノト」「アㇱコㇿ」がある。サケは言うまでも無く日本語だが、トノトも和人の有力者を意味する「トノ」（殿）から与えられた食べ物、飲み物の意があり、和人の影響下にある言葉と見なせる。アイヌの酒は稗を麹で醸した醸造酒で、見た目や味はどぶろくに酷似している。
酒作りは、すべて女性の手で行われる。周囲からカッケマ（淑女・奥様）と尊崇される人徳備わった女性が担い手にふさわしい。反対に若い女性、特にメノコタスム（生理。直訳すれば「女の病」）は不浄とされ、作業には加われない。
酒の材料は、ピヤパ（稗）かメンクㇽ（黍）が最良とされる。まず大鍋で穀物を粥に炊き、人肌に冷めたところで麹を混ぜ込む。麹は和人との交易で入手するほか、稗、ドングリ、オオウバユリの球根を煮たものに桂の皮の粉末を振り掛けて自製した。なお、アイヌ語で麹を意味する言葉「カㇺタチ」は、日本語の古語で糀を意味する言葉「かむたち」と同一である。
酒を仕込んだシントコ（漆塗りの桶）には、魔除けとして熾火を沈める。これはアペフチ（火の神）の分身をいただくことで酒を悪神から守り、仕込みの成功を祈る信仰である。さらに魔除けとしてシントコの上にタシロ（山刀）やエムㇱを載せた上で、カムイプヤラ（チセの一番奥の神聖な窓）の傍に安置し、10日ほど置く。充分に発酵が進んだら先に仕込んだ消し炭を炉に返したのち、もろみをイチャリ（笊）で濾し、シラリ（酒粕）を分離して完成させる。酒はサケピサㇰ（酒柄杓）でかき混ぜてエトウヌㇷ゚（片口）に取り、イタンキ（椀）に注ぐ。神に酒を捧げる際は、タカイサラ（天目台）に載せたイタンキの酒にイクパスイ（奉酒箆）を浸し、イナウに塗り付ける。イクパスイを介することで、人間界では一滴の酒が天界には一樽分もの量になって届くとされた。アイヌにとって酒は「神と共に、皆で味わうもの」とされる。独りでの手酌酒はあり得ない行為だった。
静内町など日高地方のアイヌには、「津波の神は酒粕を嫌う」との伝承があった。そのため家の周囲に酒粕を撒き、津波除けのまじないとした。

### 飲料

#### 茶

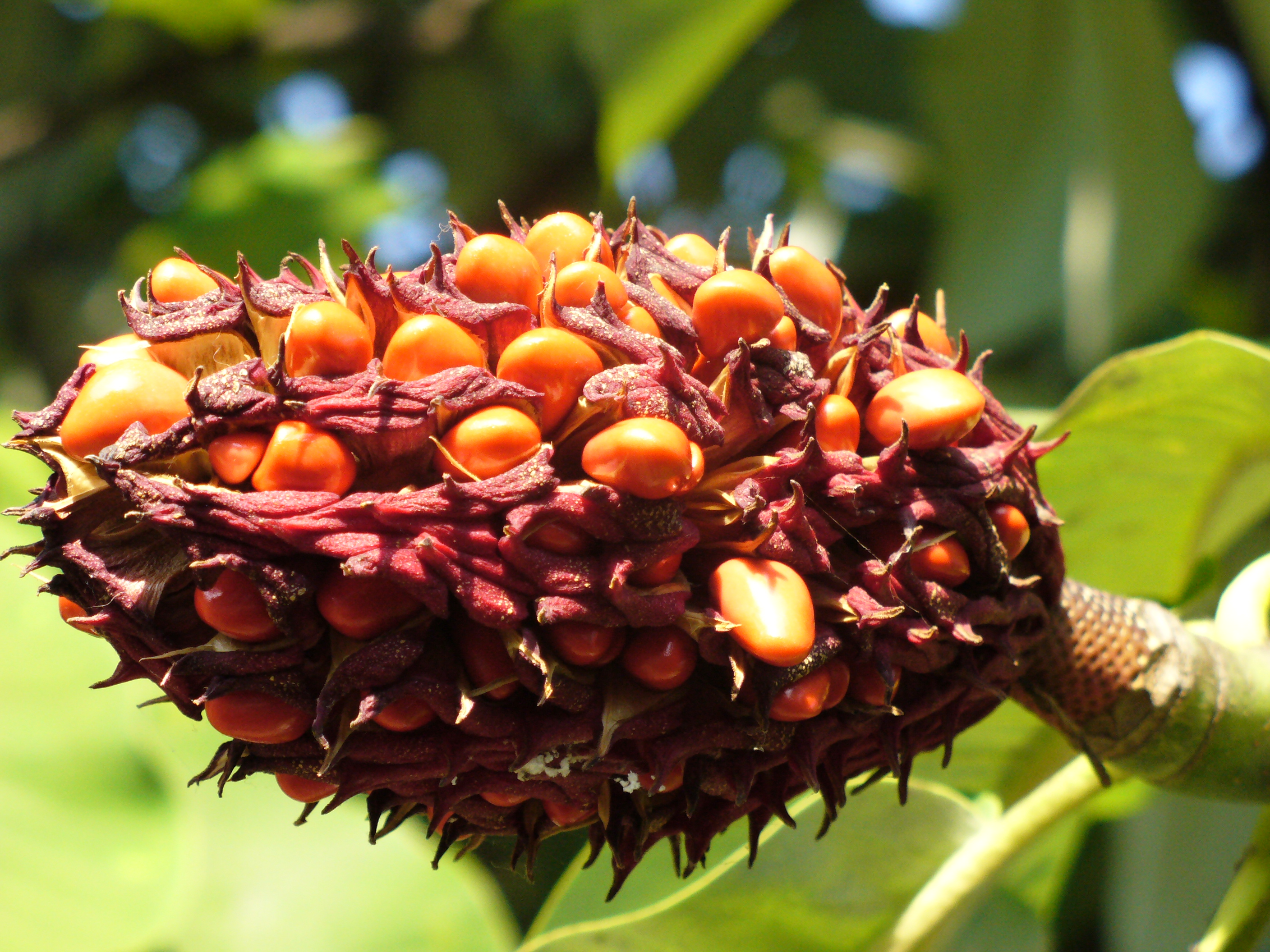
ホオノキの実・煎じ汁を飲用にする

「茶」と言ってもツバキ科の常緑樹「チャ」の葉を加工した飲料ではなく、冷帯気候の北海道に自生する木の実や皮、薬草の煎じ汁(茶外茶)である。
アイヌ民族はプㇱニ（pusni ホオノキ）の枝や実、オマウクㇱニ（omawkusni コブシ）の皮や枝、スムヌハㇱ（sumnuhas クロモジの枝）、キキンニ（kikinni エゾノウワミズザクラ）の皮、ハㇱポ（haspo イソツツジの葉）、エント（ento ナギナタコウジュの茎葉）、ウペウ（upew イブキボウフウの根）、ピットク（pittok オオハナウドの根）、ムヌシ（munusi エゾオオバセンキュウの根）を、煎じて茶のように飲んでいた。また海岸に寄り上がるチㇷ゚ラス（ciprasu クスノキ）も、同様に使われた。樺太地方ではヌフチャ（nuxca カバフトツツジの茎葉）、オタルフニ（otaruxni ハマナスの木）の削り花の綿、キナカオホニ（kinakaoxni エゾイチゴの茎葉）が煎じて飲まれていた。
近代以降は本州から移入された日本茶が広く飲まれるようになった。

#### 樹液

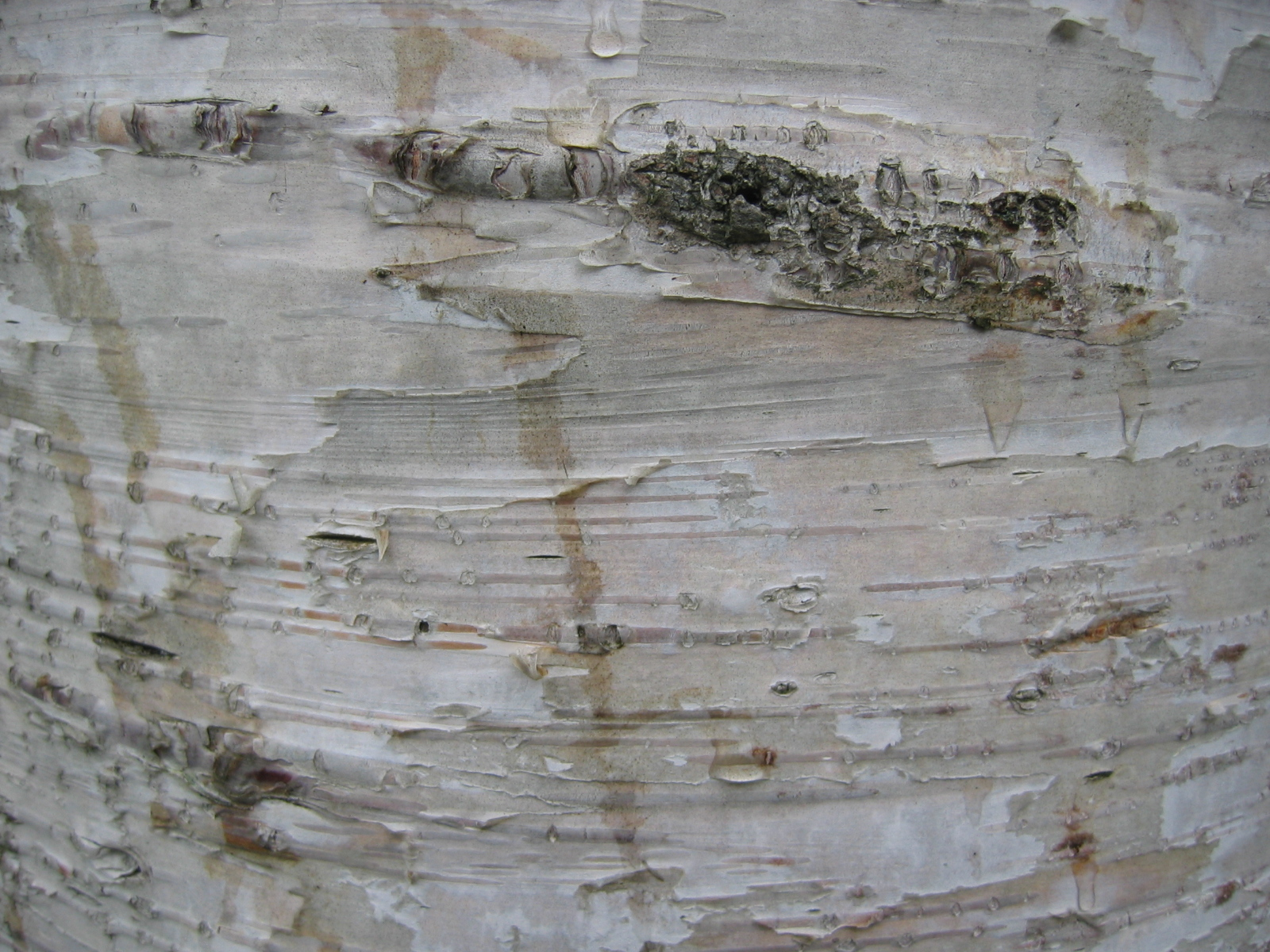
シラカバの幹。樹液を飲用とするほか、脂分を含んだ樹皮は剥いで編み、松明として用いた。

北海道に自生する樹木の中には、甘い樹液を蓄えたものもある。アイヌはこれら樹木のニワッカ（樹液。訳すれば「木の水」）を飲料や調味料に用いた。
春先のカパッタッニ（kapattatni シラカバの幹）に傷を付ければ、大量の樹液が流れ出す。この樹液をタッニ・ワッカ（tatni wakka シラカバの水）と呼び、周囲に水場がない場所で野営する際の炊事の水に用いていたが、このシラカバ樹液に刻んだシケㇾペキナ（ヒメザゼンソウ）を入れて風味を付け、飲用とすることも行われていた。樺太アイヌは、放置して固まりかけたシラカバ樹液にクロスグリの汁を入れて発酵させ、酒を造った。
北米のサトウカエデと同じ種に属するトペニ（イタヤカエデ。アイヌ語で「乳の木」の意)の幹に傷をつければ、甘みのある樹液が流れ出す。冬期のトペニの幹に傷を付けて得られた「樹液のつらら」をアイスキャンデーのように楽しむほか、煮詰めて甘味料として使用する。これで豆や菱の実を煮込んだ料理は、上等のラタㇱケㇷ゚として好まれた。明治以降の砂糖の流入で樹液利用も廃れたが、太平洋戦争時の物資不足の折には樹液利用が一時的に復活したという。

### 煙草

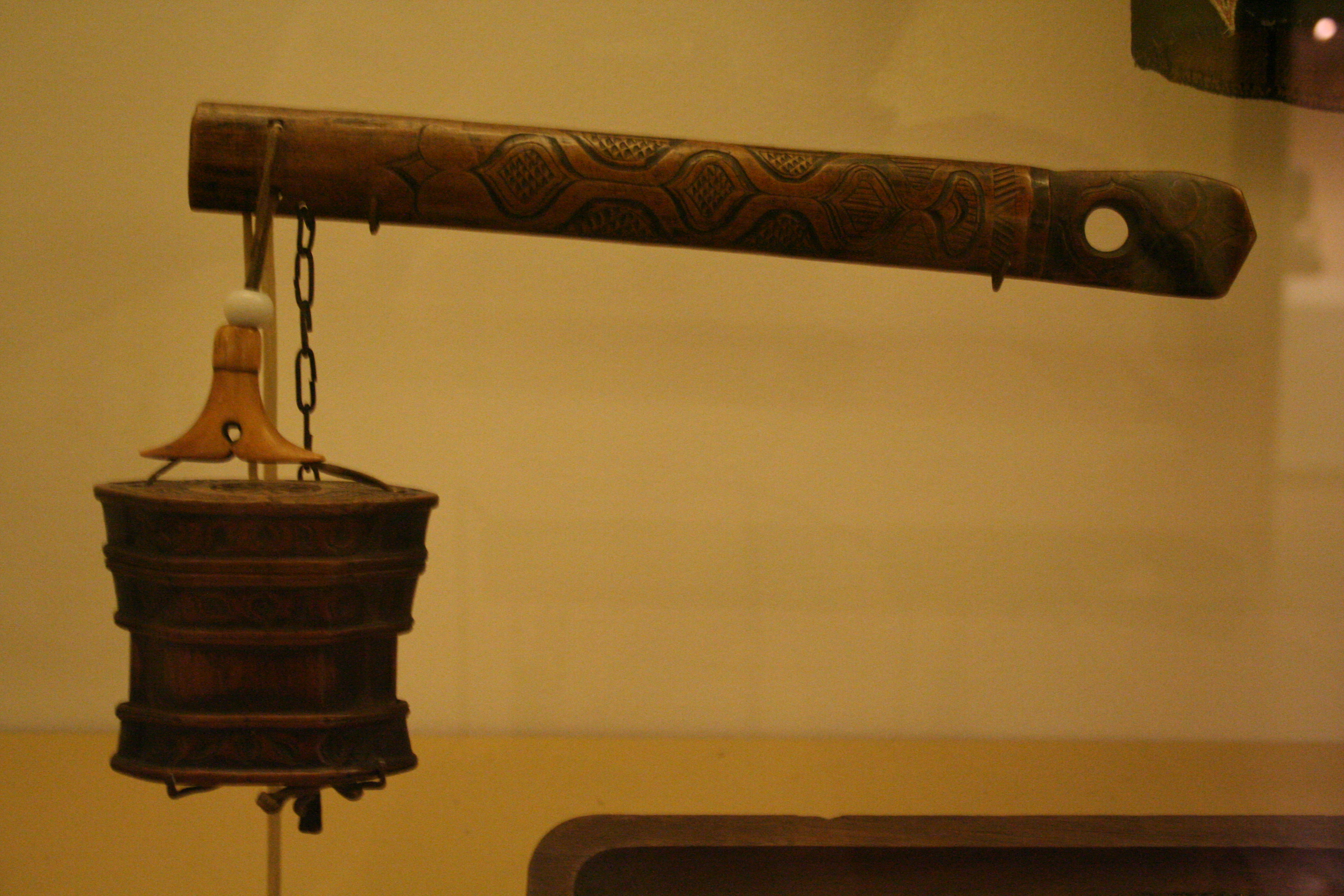
タンパク・オㇷ゚（煙草入れ）

煙草をアイヌ語で「タンパク」（tampaku）といい、和人との交易で漆器や鉄製品、米、綿織物とともに入手していた。ごく少数、アイヌ自らが栽培していた「トイタタンパク」（toyta tampaku）もあった。「トイタ」（toyta）は畑仕事の意で「自ら栽培した煙草」という意味合いである。
幌別地方では、栽培している煙草を「アエトイタ・タンパク」（aetoyta tampaku）と呼び、野生化したタバコをヤイトゥッカ・タンパク（yaytukka tampaku）と呼ぶ。
煙草は刻んでからキセリ（kiseri 煙管）に詰めて使用された。クッタㇻ（kuttarイタドリ）、ハッハㇺ（hatham ヤマブドウの葉）、ウペウ（upew イブキボウフウ）、エフルペㇱキナ（ehurpeskina コタニワタリ）を混ぜることもあった。
また煙草の代用品としてオイナマッキナ（oynamatkina ノブキ）、ハㇱポ（haspo イソツツジ）、リヤハㇺ（riyaham キバナノシャクナゲ）、リヤエムㇱ（riyaemus エゾユズリハ）、エフルペㇱキナ（コタニワタリ）が使われることがあった。
煙管は交易で入手するほか、中が空洞になっているラスパ（rasupa ノリウツギ）の枝で自製したニキセリ（nikiseri 木煙管）もあった。
アイヌの言い伝えでは、人間が好む煙草は神や妖怪もまた好むものとされていた。そこで儀式の際はカムイに煙草を捧げる。また、山の中でキムンアイヌ（kimun aynu 雪男のような妖怪）やミントゥチ（mintuci 河童）に遭遇した際も、煙草を差し出せば悪さをされないばかりか、猟運や宝物を授けてくれるという。

## 食具・作法

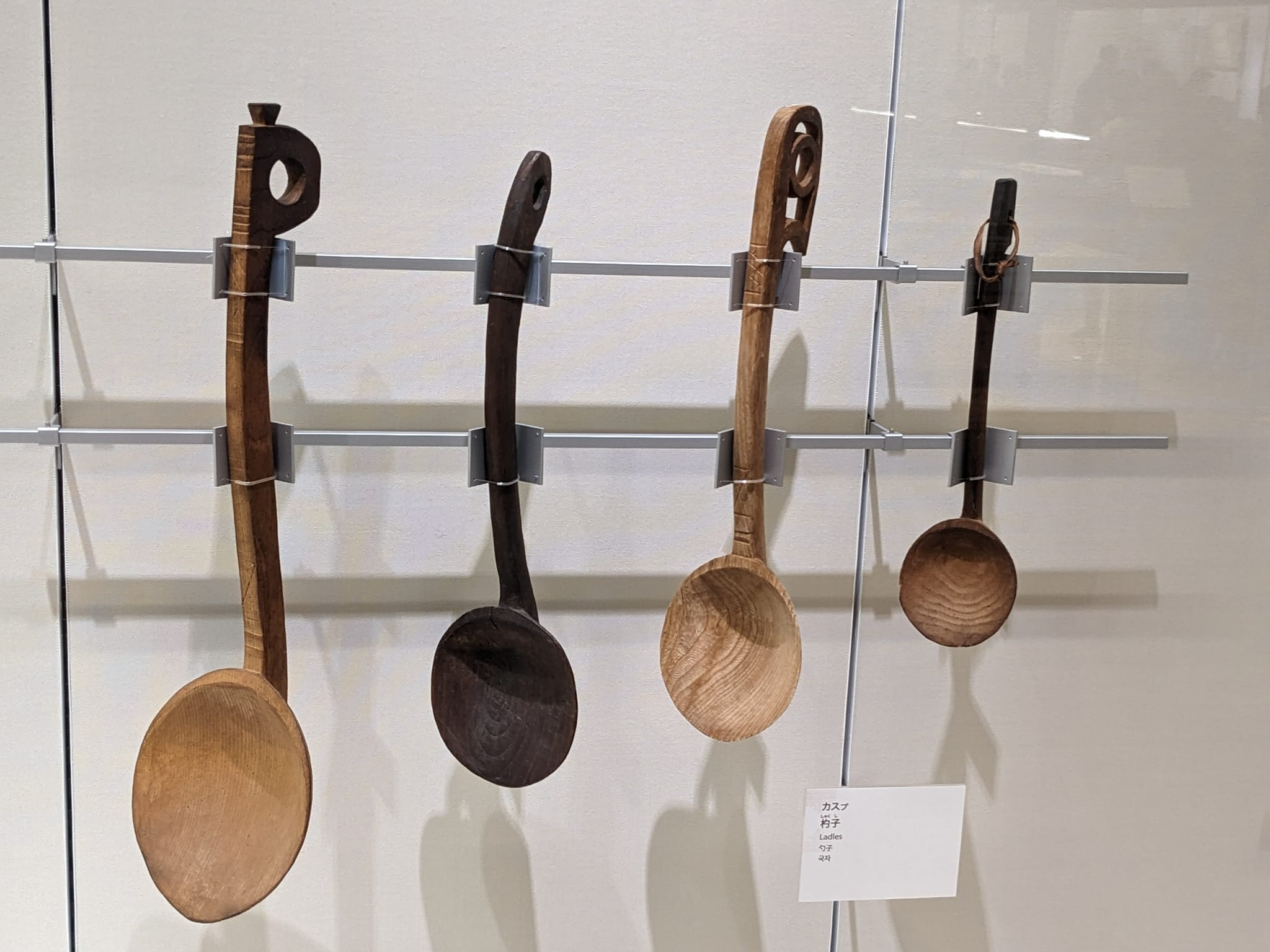
カスㇷ゚（杓子）

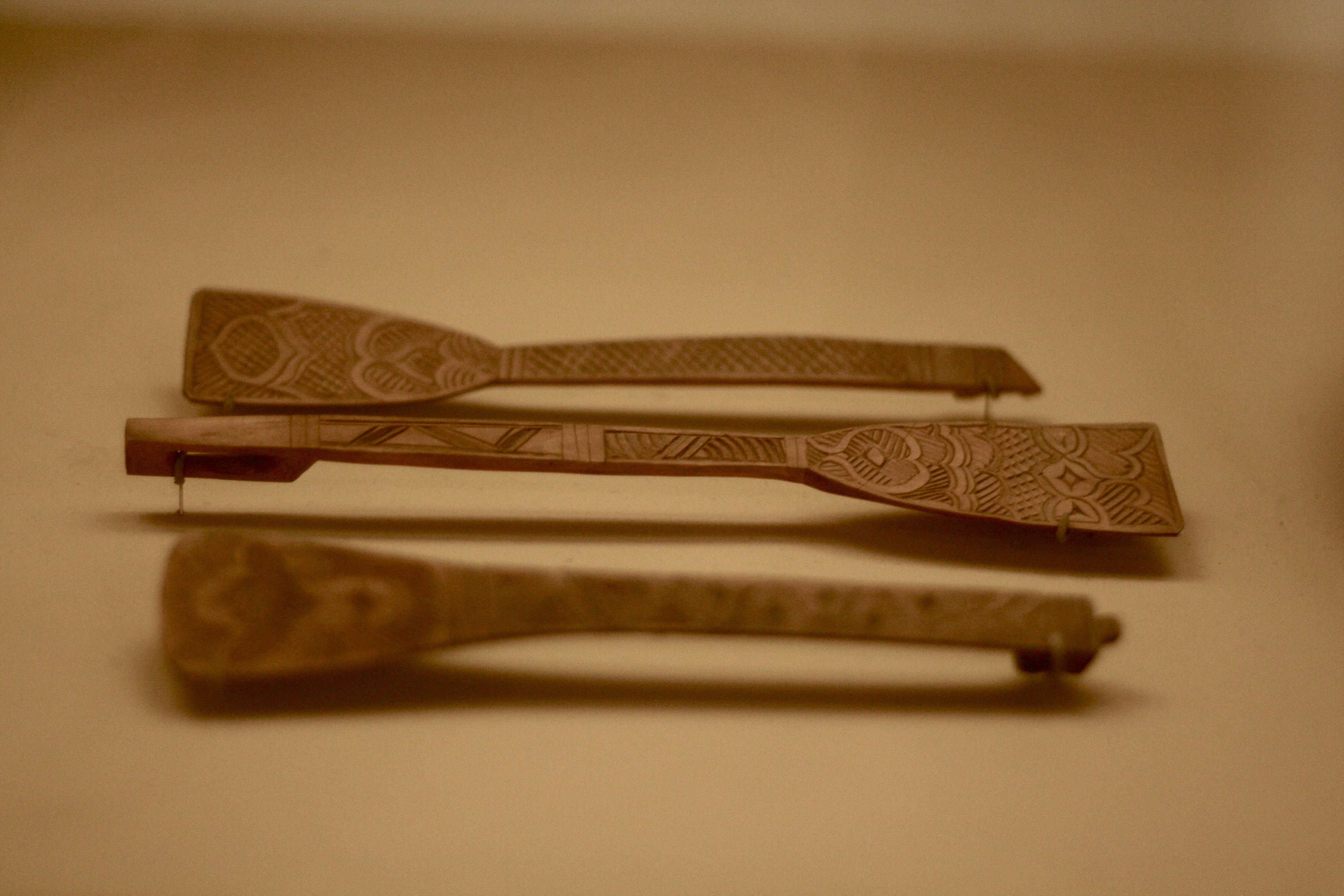
パラパスィ（スプーン）

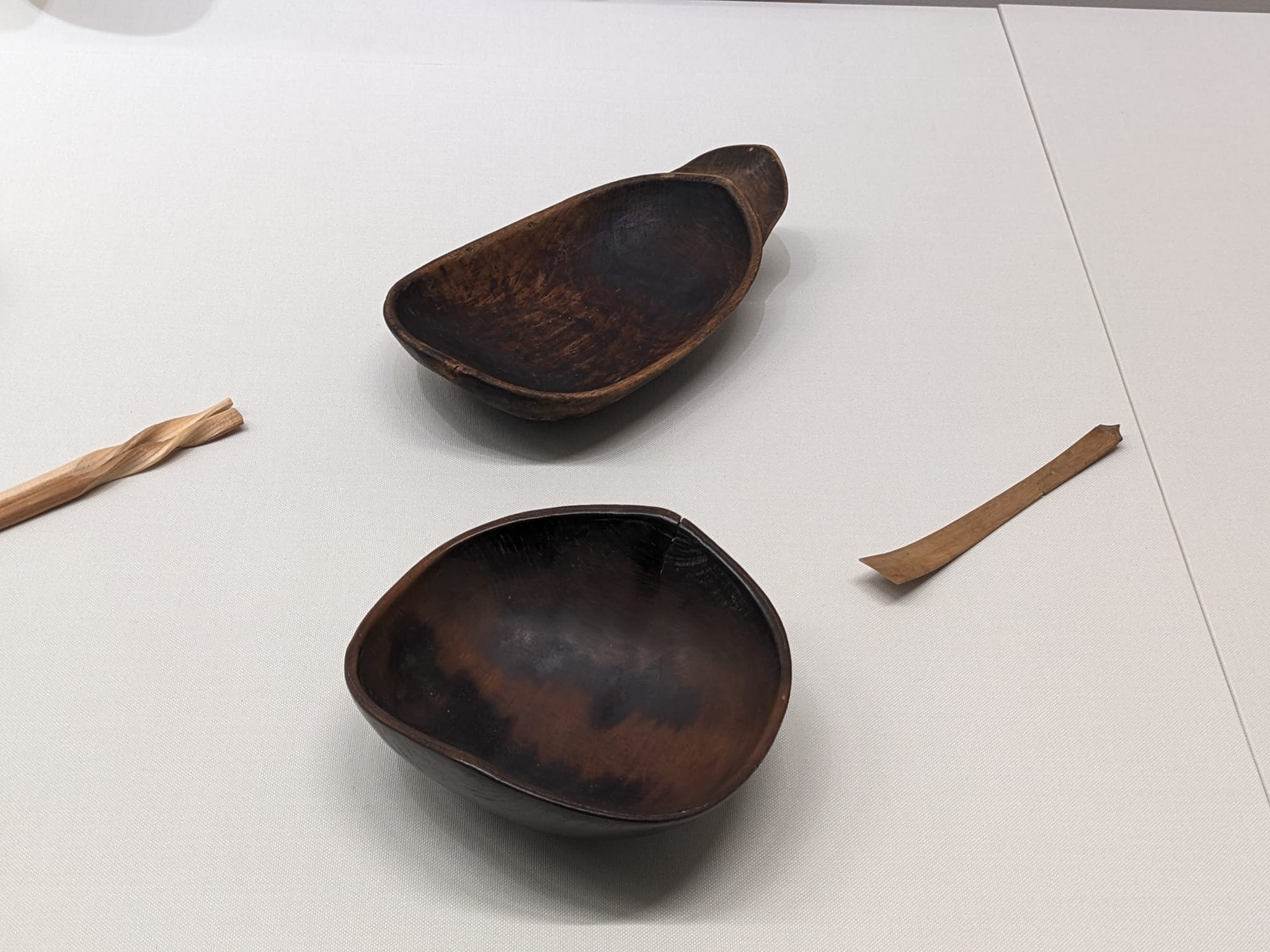
北海道アイヌは日本本土産の漆器を食事に用いたが、樺太アイヌは自作の木製椀「ニパポ」で食事した

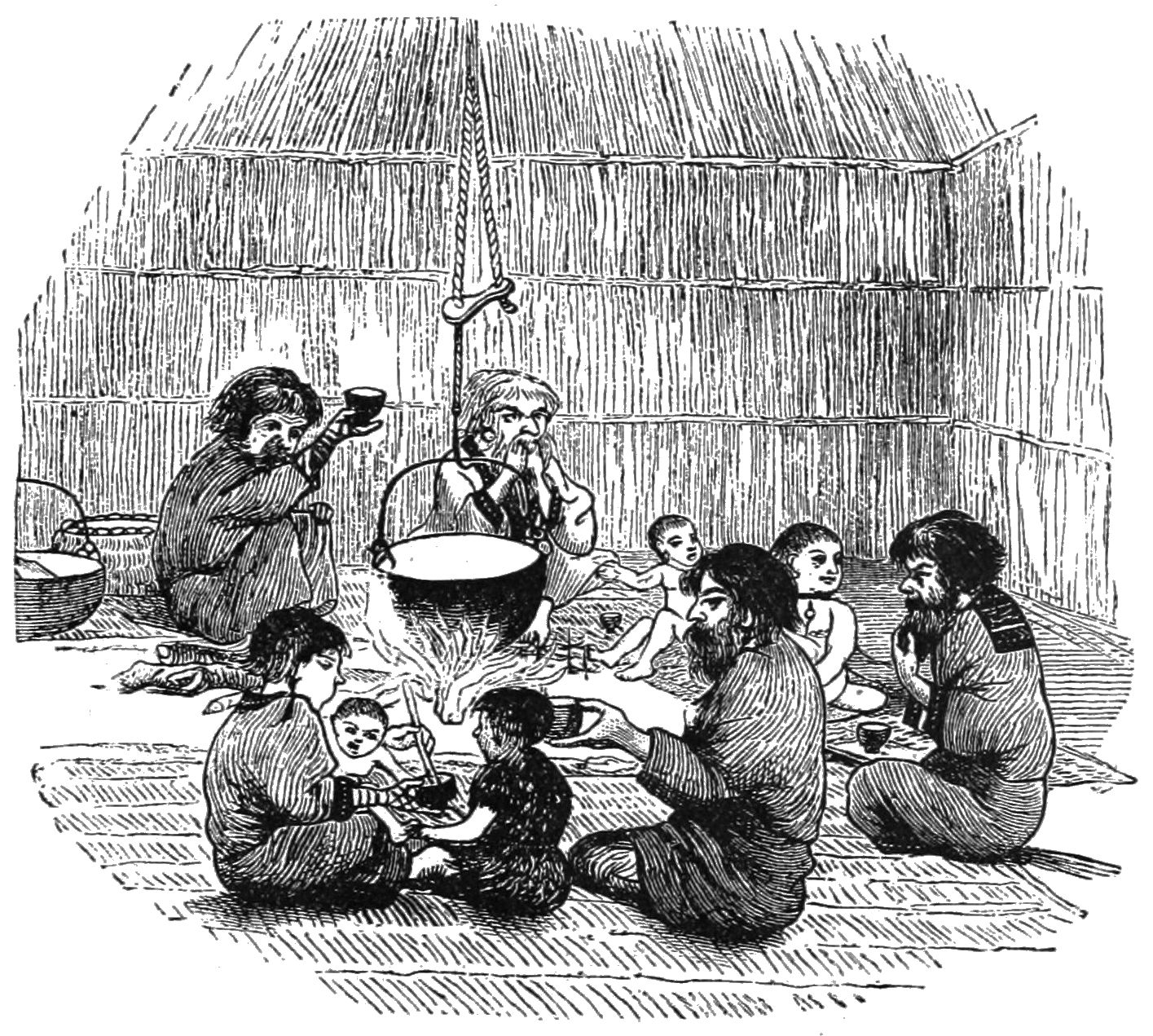
囲炉裏を囲んでの食事風景。イザベラ・バードのスケッチより。

アイヌ語で食事を「イペ」という。一日での伝統的な食事回数はクネイワイペ（朝食）とオヌマンイペ（夕食）の一日2回であり、江戸時代後期に描かれた絵巻物『蝦夷生計図説』の記述によれば、朝食は起床して一仕事終えたのちの「四つから九つ時」に摂ったという。後の大正時代にトケシイペ（昼食）が加わって一日3食になった。夜間の鮭漁などの折は、特別にクンネイペ（夜食）を摂る。
鍋で調理された料理はカスㇷ゚（kasup お玉杓子）ですくい、イタンキ（itanki 椀）に盛り付けられる。このイタンキは和人との交易で入手した漆器で、400mlは入る大型のものである。椀に入りきらない大きな魚や肉の塊は、ヨシで編んだ敷物に乗せられる。
串焼きの魚やシト（団子）は手づかみで口に運ぶが、その他の汁物や煮物、粥はパスイ（pasuy 箸）やパラパスイ（parapasuy スプーン。直訳すれば「広い箸」）を使って食べる。これらはみな木を削って作ったものである。札幌市北区の北海道大学構内で発見された11世紀の遺跡から箸や木製椀が出土しており、パスイ（箸）、ペラ（箆）、プタ（鍋蓋）、パッチ（木鉢）、トゥキ（盃）など食に関わるアイヌ語の単語にはハ行がPの音で発音され、「ツ」の音が「tu」だった上代日本語の名残が見受けられることから、食具の使用は擦文時代にさかのぼることが窺える。
客人に対しては主婦が「イペヤン」（お上がりください）といって勧める。客人は謝意を述べ、カムイハル（熊肉）のような貴重品ならば額まで捧げて押し戴いた後に箸をつける。一方、家人のみの食事では何も言わず食べ始める。仕事などで家人が全員そろわなければ、欠席者の食事を取り分けておく。日常食のメニューはオハウ（汁物）が基本であり、オハウを食べ終えた上でサヨ（薄粥）をすすって口直しする。和食のように、品物もの料理を食膳にそろえ、取り混ぜて食することはなく、一つの料理を食べ終えた上で、別の料理へと箸を移す。食器が大型なので食事は一つの椀に盛り切りとなり、何度もお代わりすることはない。食事が済んだら、食べ物に感謝を捧げる意味で「フンナ」と一言いう。
なお「蝦夷生計図説」によれば、魚の汁物に箸をつける際は「チヱプトミカモイ」（魚の尊い神様）、粥に箸をつける際は「アママトミカモイ」（穀物の尊い神様）と一言唱え、神に謝意を述べていた（アイヌ語のカナ表記は原文ママ）。だがアタネ（カブ）など蔬菜類は「添え物」とされ、カモイの範疇には入らなかったという。
出された食事は、和人と同じく「残さず食べる」のがマナーである。食事の最後には椀の内側を指で丁寧に拭い、残った汁気を舐める。そのため人差し指はイタンキ・ケム・アシケッペ（椀を舐める指）の名で呼ばれている。

## アイヌ料理の現在

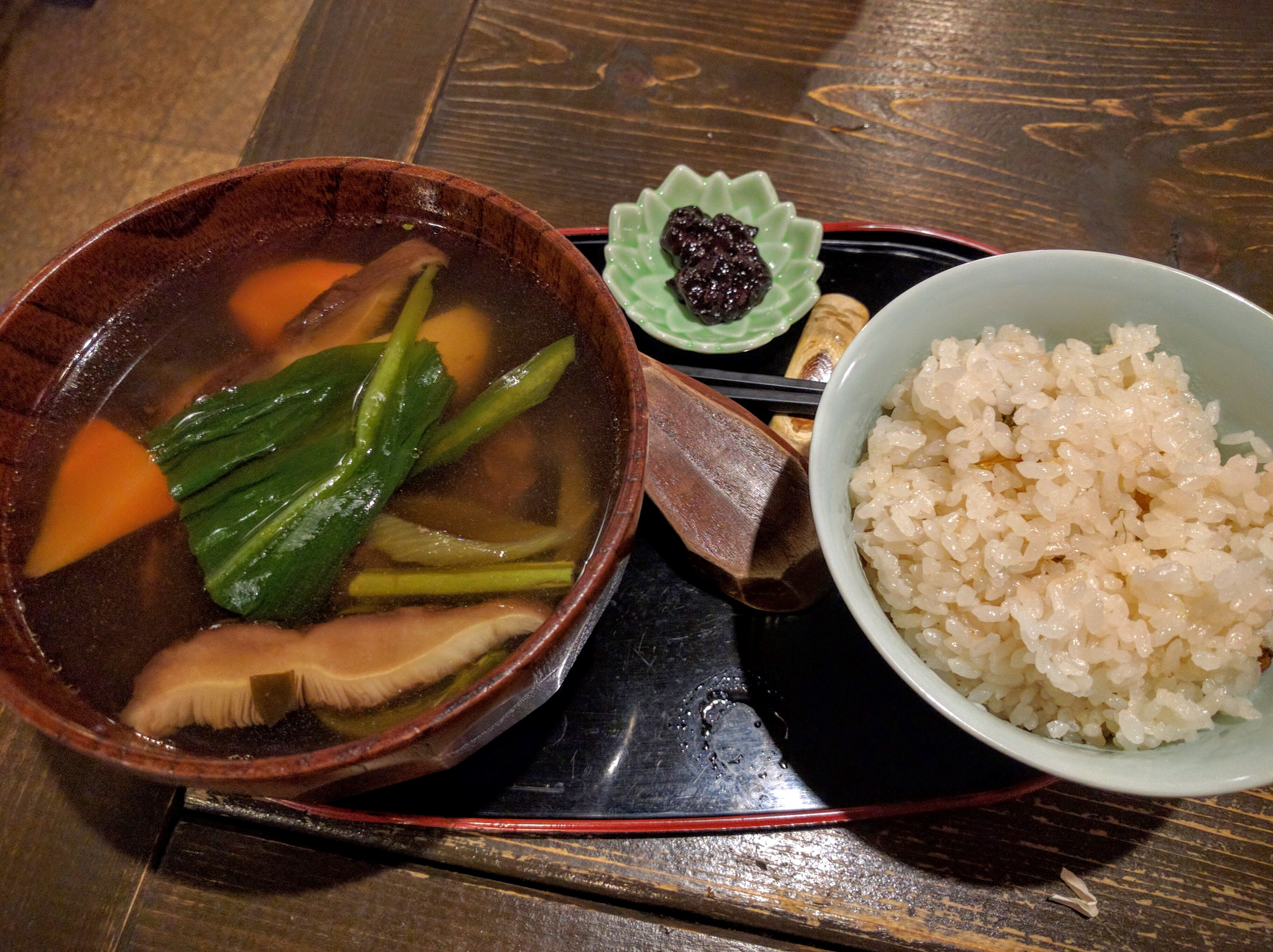
阿寒コタンのアイヌ料理店のメニュー一例。左からユㇰオハウ（鹿肉スープ）、めふん（鮭の腎臓の塩辛）、アマㇺ（飯）

今まで述べてきたアイヌ民族の食生活は江戸時代後期から明治初期頃までの例である。以降は明治時代に本格化した開拓事業やエゾシカ大量死などの自然災害などによって、猟の獲物も腹を満たすほどには得られなくなった。現在のアイヌ民族は周囲の和人と殆ど差のない食生活を送っている。
しかし山間部に住むアイヌ民族にとっては、春の山菜狩りは今なお一大イベントである。先祖と同じくギョウジャニンニクを大量に採集し、おひたし、酢味噌和え、卵とじ、醤油漬けなど和人の調理法を取り入れて賞味している。
前述のオハウ（汁物）は味噌を加えられ味噌汁と同化したが、それでも食生活の中では重要な位置を占めている。ラタシケㇷ゚は獣脂や魚油の代わりにバターを使用し、ポテトサラダ風になって現在でも親しまれている。ミキサーを使ってオオウバユリの球根をすり潰し、抽出した澱粉を中華料理やコーンスープのとろみ付けに使う例もあるという。
アイヌ料理の伝統は、形をかえつつも今なお伝承されているのである。

### アイヌ料理が食べられる店、イベント

#### 北海道
北海道南西部の白老町にある「ウポポイ（民族共生象徴空間）」や北海道東部「阿寒湖アイヌコタン」の飲食店などで味わうことができる。「チセのある個室居酒屋 海空のハル」には、当時の食事を再現した伝統食セットがある。駅弁などとして、イベント的に期間限定で販売・提供されることもある。

#### 東京
新宿区新大久保のアイヌ料理・北海道創作料理店「ハルコロ」は、首都圏におけるアイヌ文化の拠点的な役割も果たしている。「ハルコロ」の前身は「レラ・チセ（風の家）」（1994 - 2009）であり、この店で働いていた母子が2011年に開店した。「チャランケ祭」などのイベントにも屋台を出店する。

#### 大阪
大阪道頓堀の『魔女の厨房 CAULDRON (コルドロン)』には、チタタㇷ゚作りを体験できるコースがある。